# Liste von Brunnen in Frankfurt am Main
Dies ist eine (unvollständige) Liste von Brunnen in Frankfurt am Main. Die Stadt Frankfurt zählt 145 Brunnen in städtischer Unterhaltung. Daneben sind ehemalige Brunnen dargestellt, soweit sie in der Literatur beschrieben werden. Viele der Brunnen stehen unter Denkmalschutz.

## Geschichte und Funktion der heutigen Frankfurter Brunnen

### Wasserversorgung

#### Ziehbrunnen

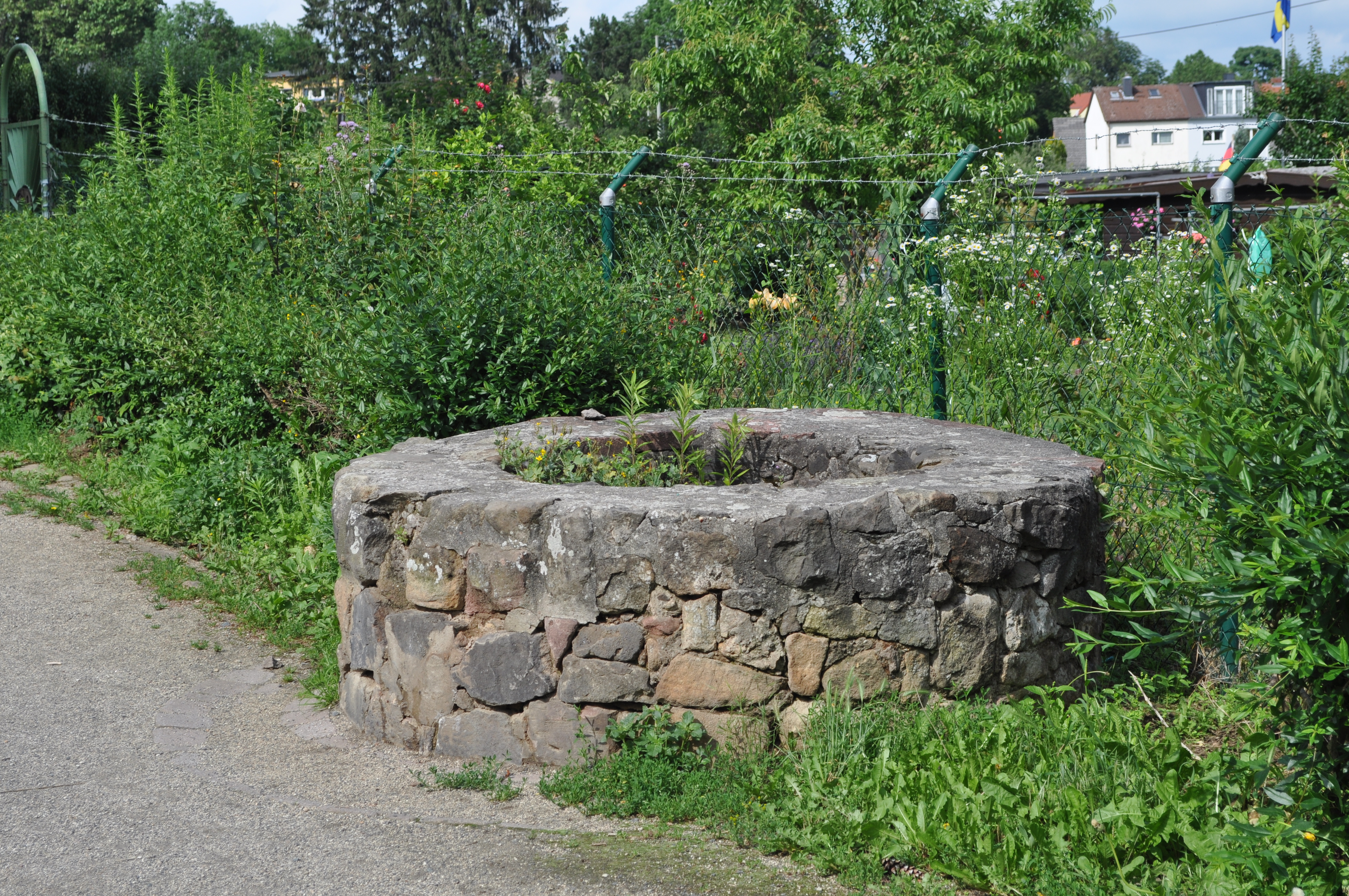
Römerbrunnen zwischen „An der Ringmauer“ und Nidda in Heddernheim

Mit dem Entstehen der ersten festen Siedlung reichte das Wasser aus Main und Nebengewässern zur Wasserversorgung der Bevölkerung nicht mehr aus und es wurden Ziehbrunnen erbohrt. Nur noch wenige dieser Ziehbrunnen sind erhalten. In der Römerstadt befindet sich ein römischer Ziehbrunnen der damaligen Stadt Nida. An der Friedberger Warte und der Sachsenhäuser Warte ist jeweils ein mittelalterlicher Ziehbrunnen erhalten.
Ab dem 16. Jahrhundert bestand eine strenge Brunnenreglementierung. Für jeden Brunnen bestand eine Brunnenrolle, also ein Verzeichnis aller Brunnennachbarn, die den Brunnen nutzen durften und dafür unterhaltspflichtig waren, sowie der jährlich hierfür zu zahlenden Gebühren (Brunnengeld). Ein für jeweils ein oder zwei Jahre gewählter älterer und ein jüngerer Brunnenmeister waren für Renovierung und Reinigung des Brunnens verantwortlich. An einigen Brunnen überwachte zusätzlich ein ehrenamtlicher Brunnenschulheiß die Tätigkeit der Brunnenmeister.
In der Neuzeit reichte der Grundwasserzustrom der Brunnen nicht mehr aus, die Versorgung der wachsenden Stadt sicherzustellen. 1607 begann unter Aufsicht einer eigens dazu berufenen Bürgerkommission der Bau einer Wasserleitung, um das Wasser der Quellen aus dem Friedberger Feld im heutigen Nordend, etwa zwischen Bornheimer Landstraße im Norden und Merianstraße im Süden, in die Stadt zu leiten. Das Wasser wurde dort in sechs Brunnenkammern gewonnen und in eine Hauptleitung gespeist, die sich etwa auf Höhe von Eiserner Hand und Friedberger Landstraße in eine Ost- und eine Westleitung verzweigte. Diese liefen unter dem Friedberger Tor und dem Eschenheimer Tor in die Stadt und versorgten hier nach einem Rohrleitungsplan aus dem Jahr 1690 rund 30 städtische Brunnen. Die Rohrleitungen bestanden anfangs aus Blei, später aus Holz und ab 1771 aus Eisen. Insgesamt speisten sie rund 155 Kubikmeter täglich in die städtischen Brunnen ein, genug, um die städtische Wasserversorgung für über 200 Jahre sicherzustellen.

#### Pumpenbrunnen

Klassizistischer Löwenbrunnen (Aufnahme Anfang der 1920er Jahre)

Im 18. und 19. Jahrhundert wurden die Ziehbrunnen im Stadtgebiet überwiegend durch Pumpenbrunnen ersetzt. Es entstand eine typische Bauform aus einer Brunnensäule aus rotem Mainsandstein und Sandsteinbecken, wie sie noch vielfach im Stadtgebiet anzutreffen sind.
Nach der Gründung der Freien Stadt Frankfurt genügte die Wasserleitung aus dem Friedberger Feld nicht mehr dem steigenden Bedarf der inzwischen ca. 41.000 Einwohner. 1815 wurde eine zweite Wasserleitung projektiert und 1828–1834 unter Leitung des städtischen Chaussee-, Wasser- und Brückenbauinspektors Philipp Jakob Hoffmann fertiggestellt: Wasser vom Knoblauchsfeld im Nordend, westlich der Eckenheimer Landstraße zwischen der heutigen Schwarzburgstraße und der Falkensteiner Straße, versorgte zukünftig zusätzlich die Stadt. Die vier überwölbten Brunnenkammern waren durch die Wassergalerie, einen begehbaren, unterirdischen Kanal von fast 500 Metern Länge, miteinander verbunden. Gleichzeitig wurden auch die Quellen des Friedberger Feldes neu gefasst und durch einen Kanal verbunden. Insgesamt führten nun 17.000 Meter Versorgungsleitungen zu den beiden Verteilkammern am Friedberger und am Eschenheimer Tor, die zusammen 1500 Kubikmeter Quellwasser täglich förderten. Das Verteilnetz in der Stadt versorgte 98 Pump- und 120 Röhrenbrunnen, 120 Feuerhydranten und etwa 300 Hauszapfventile. Zum 1. Januar 1832 wurden die Brunnenrollen aufgehoben und die Verantwortung für die städtischen Brunnen und die Erhebung des Brunnengeldes dem städtischen Bauamt übertragen.
In Sachsenhausen erfolgte 1856 bis 1859 der Bau einer dritten Wasserleitung, die die Sachsenhäuser und die Frankfurter Seite mit täglich 1200 bis 1900 Kubikmetern Wasser aus der Seehofquelle versorgte. Der nötige Wasserdruck wurde mit zwei Dampfmaschinen von je 28 PS erzeugt. Für die Sachsenhäuser Gärtner, die die Seehofquelle bislang genutzt hatten, wurde ein neues wasserbetriebenes Pumpwerk an der Alten Brücke erbaut. Bis 1862 erhob die Stadt noch ein Brunnengeld, seitdem trägt die Stadt die Kosten der öffentlichen Brunnen selbst.

#### Trinkbrunnen
Mit dem Bau des Wassernetzes Ende des 19. Jahrhunderts verloren die Brunnen die Funktion der Wasserversorgung der Bevölkerung. Dennoch wurden bis in die 1960er Jahre noch Brunnen zur Wasserversorgung gebaut. Es handelte sich um Trinkbrunnen, die öffentlich nutzbar waren. Insbesondere an den nach dem Zweiten Weltkrieg neu erbauten oder wiederhergestellten Schulen wurden solche Trinkbrunnen errichtet. Diese waren vielfach auch als Kunst am Bau künstlerisch gestaltet. Beispiele sind der Pelikanbrunnen der Bildhauerin Claere Bechtel an der Albert-Schweitzer-Schule, der Seelöwenbrunnen des Frankfurter Malers und Bildhauers Karl Trumpfheller an der August-Jasper-Schule oder der „putzende Schwan“ des Frankfurter Bildhauer Faber-Jansen an der Else-Sander-Schule. Diese Brunnen sind heute nahezu vollständig verschwunden. Selbst bei Brunnen mit Quellwasser in Trinkqualität wie dem Röhrborn in Bergen-Enkheim, warnen aus Haftungsgründen Schilder „kein Trinkwasser“.
2016 wurde an der Ecke Liebfrauenstraße/Zeil ein erster Trinkwasserbrunnen aus Edelstahl aufgestellt. Später wurde ein weiterer an der Alten Oper am Beginn der Freßgass und einer im Wasserpark aufgestellt. Der Betreiber Mainova plant, weitere Trinkwasserbrunnen im Stadtgebiet zu errichten.
Im Geoportal der Stadt Frankfurt können die 20 Trinkbrunnen und die Erfrischungsbrunnen (Stand 8/2023) abgerufen werden.

### Heilbrunnen

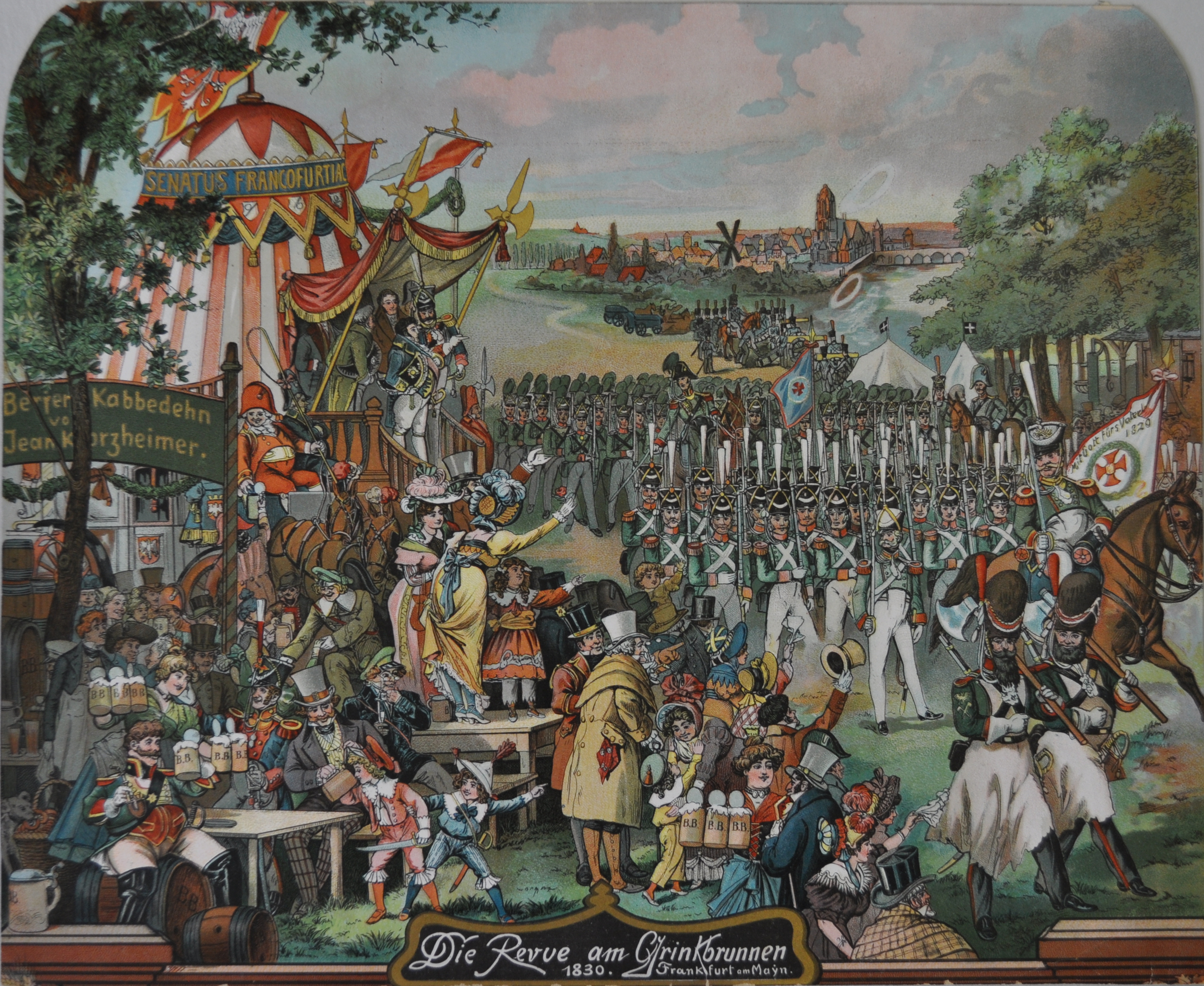
Die Revue am Grindbrunnen. Das Bild aus dem Jahr 1830 zeigt ein Volksfest und eine Militärparade am Grindbrunnen.

Auch wenn Frankfurt niemals Heilbad war, so bestanden und bestehen auf dem Stadtgebiet dennoch einige Brunnen, denen Heilwirkung zugeschrieben wurde und wird.
Der bereits im 13. Jahrhundert erwähnte Grindbrunnen lag beim Gutleuthof im heutigen Gutleutviertel. Er war ein beliebtes Ausflugsziel vor den Toren der Stadt. Goethe beschrieb das Treiben in seinen Lebenserinnerungen:

„An dem rechten Ufer des Mains unterwärts, etwa eine halbe Stunde vom Tor, quillt ein Schwefelbrunnen, sauber eingefaßt und mit uralten Linden umgeben. Nicht weit davon steht der »Hof zu den guten Leuten«, ehmals ein um dieser Quelle willen erbautes Hospital. Auf den Gemeindeweiden umher versammelte man zu einem gewissen Tage des Jahres die Rindviehherden aus der Nachbarschaft, und die Hirten samt ihren Mädchen feierten ein ländliches Fest, mit Tanz und Gesang, mit mancherlei Lust und Ungezogenheit.“

Der Frankfurter Nationaldichter Stoltze besang 1868 ironisch die olfaktorische Wirkung eines romantischen Spaziergangs zum Grindbrunnen:

„Die Nachtluft bracht uns aus der Promenad, en Wohlgeruch wie Haaröl un Bommad, wie köllisch Wasser un wie Moschuspille.“

Die Wiesen um den Grindbrunnen dienten der Frankfurter Bürgerwehr im 19. Jahrhundert als Paradeplatz, wo sie sich immer zum Jahrestag der Völkerschlacht bei Leipzig versammelte. Dem schwefel- und natronhaltigen Wasser wurde Heilkraft bei Hautkrankheiten, Hämorrhoiden, Gicht, Rheumatismus und sogar allerlei psychischen Leiden zugeschrieben. Patienten wurde jedoch empfohlen, nicht mehr als fünf Krüge täglich davon zu trinken. 1873 wurde eine Trinkhalle für Kurgäste erbaut. 1875 gründete sich sogar ein Komitee, das Frankfurt zur Badestadt erheben wollte und die Umbenennung in Bad Frankfurt betrieb. 1886 wurde der Brunnen aufgrund des Ausbaus des Westhafens ins Nizza verlegt, wo eine ähnliche Quelle erbohrt worden war. Der Brunnen erwies sich jedoch als zu wenig ergiebig und der Kurbetrieb wurde noch vor 1914 beendet. 1963 wurde der Brunnen aufgrund von Grundwasserverunreinigungen dauerhaft geschlossen.
In Sossenheim und Nied bestehen mehrere Brunnen, die geologisch die Fortsetzung des Quellengebietes sind, das sich vom Quellenpark Kronthal über Bad Soden am Taunus bis zum Main herunterzieht. Hierzu gehören der Faulbrunnen in Sossenheim und der Selzerbrunnen sowie der Faulbrunnen in Nied.
Im Frankfurter Stadtwald nahe dem Jacobiweiher befindet sich das Königsbrünnchen. Die hellbraune Färbung des Brunnenwassers kommt von Eisenoxydhydrat, dem Wasser wird heilende Wirkung nachgesagt. Es schmeckt leicht nach Schwefelwasserstoff.

### Zierbrunnen
Insbesondere an zentralen Plätzen wie dem Römerberg, der Kaiserstraße, vor dem Zoo oder dem Landgrafenplatz entstanden seit dem Beginn der Neuzeit repräsentative Brunnen, die Status und Reichtum der Stadt dokumentieren sollten.

#### Brunnenachse

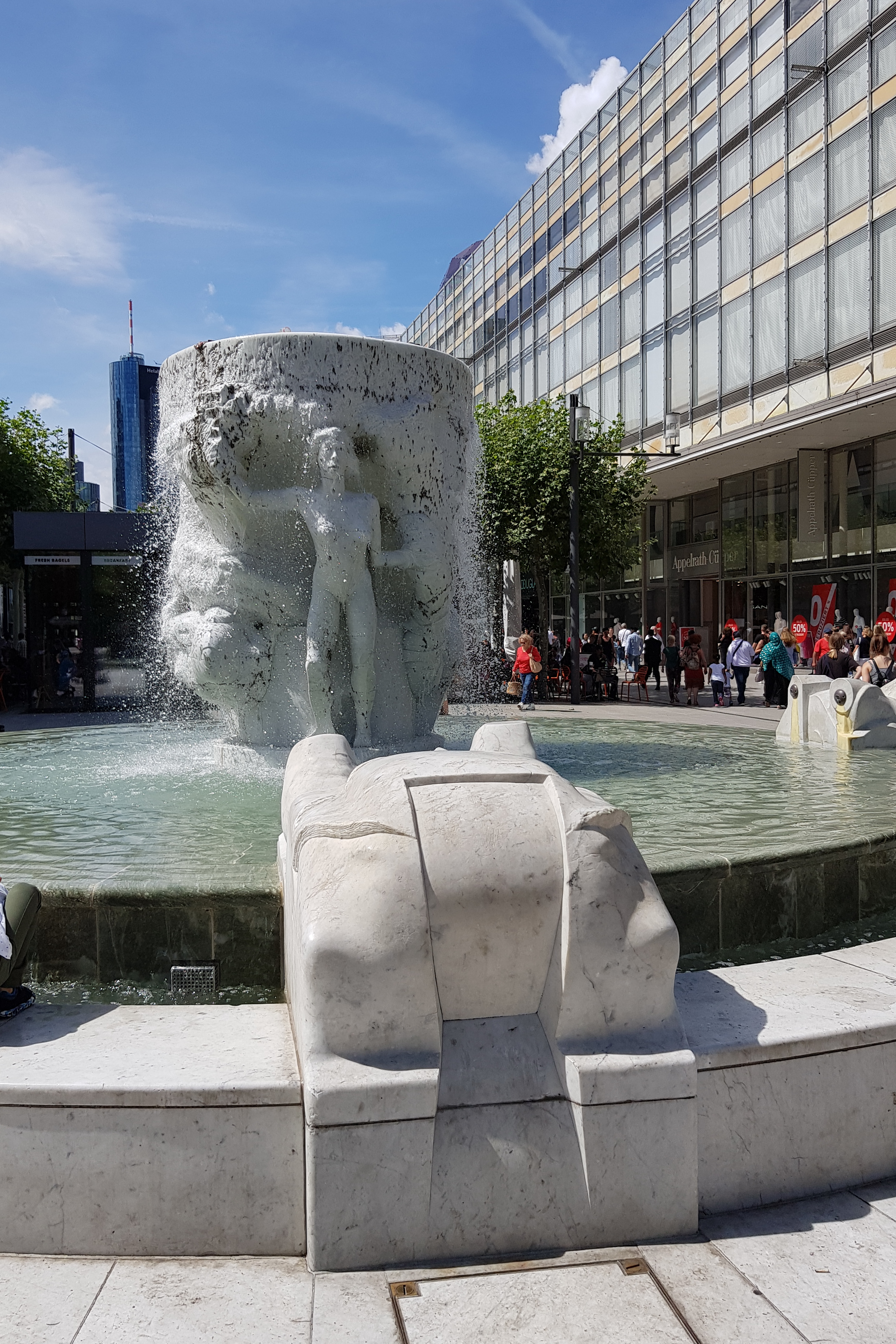
Brockhausbrunnen auf der Zeil (Blickrichtung Hauptwache)

Mit den Kommunalwahlen in Hessen 1977, bei der in Frankfurt Walter Wallmann (CDU) zum Oberbürgermeister gewählt wurde, setzte ein deutlicher Wandel in der Stadtentwicklung ein. Neben Investitionen in kulturelle Objekte (Wiederaufbau der Alten Oper, Museumsufer) war auch die Idee einer Brunnenachse Teil der Neuorientierung der Stadtpolitik. Es entstanden der Lucae-Brunnen an der alten Oper, der Freßgassbrunnen, der Struwwelpeterbrunnen an der Hauptwache, der Pomodoro-Brunnen und der Brockhausbrunnen auf der Zeil. Der Aufwand von über 5 Millionen Mark diente der Aufwertung von Zeil und Freßgass, die nach dem Bau der U-Bahn Fußgängerzonen wurden.

#### Hochhäuser und Brunnen
Seit dem Zweiten Weltkrieg wurde in Frankfurt eine hohe Zahl von Hochhäusern erbaut. Durch die notwendigen Abstände zu den Nachbargebäuden entstanden urbane Freiflächen, die in vielen Fällen mit Brunnenanlagen bebaut wurden. Beispiele sind die (ehemalige) Brunnenanlage vor dem BfG-Hochhaus, die Brunnenanlage hinter dem Dresdner-Bank-Hochhaus oder dem Hochhaus am Park.
Eine flächenmäßig besonders große Wasseranlage befindet sich in der Welle. Zwischen beiden Bauteilen verläuft die öffentlich zugängliche Promenade mit einem künstlichen Wasserlauf, der an den ehemaligen Lauf des Leerbachs erinnern soll. Einzelne Abschnitte sind mit Sprudeln ausgestattet.

### Wasserspielplätze

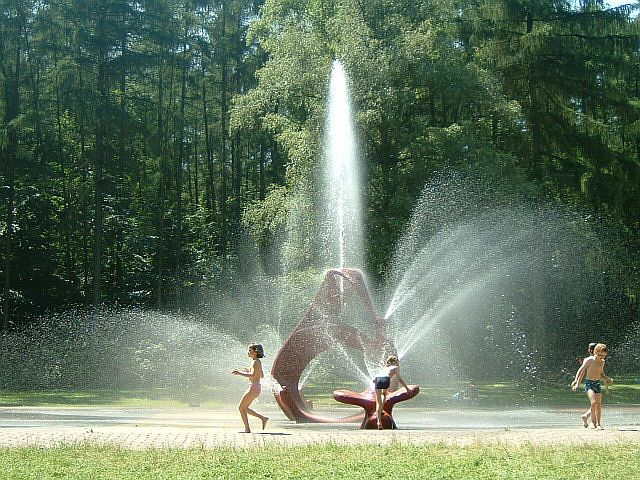
Wassersprühanlage auf dem Spielplatz Scheerwald

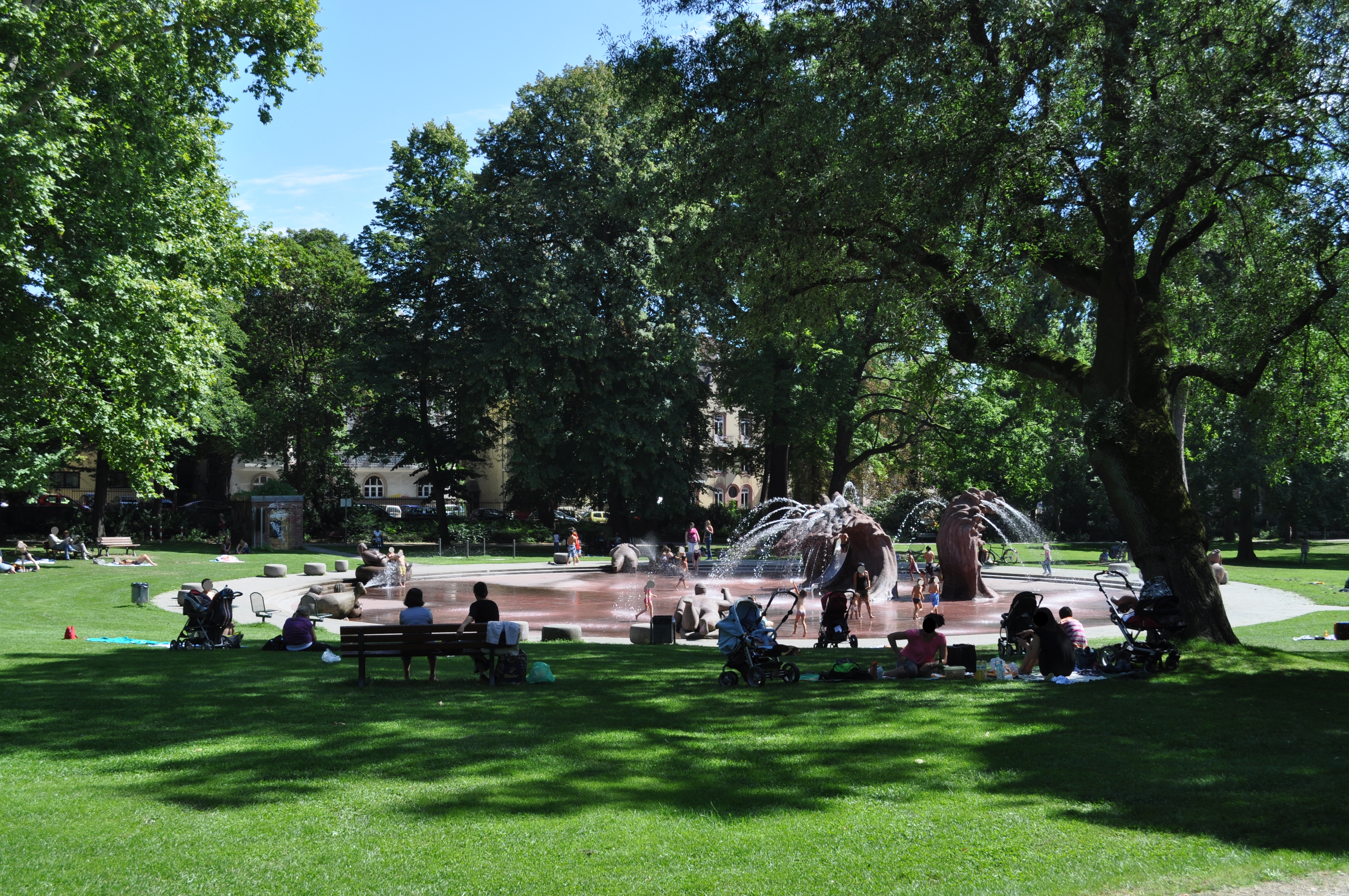
Günthersburgpark, Wasserspiele

Im Frankfurter Stadtwald bestehen 7 Waldspielplätze, die vom Forstamt teilweise mit Planschbecken und Wassersprühanlagen ausgestattet sind. Die Sprühbrunnen sind teilweise mit Phantasiefiguren des Bildhauers Hugo Uhl ausgestattet. Vergleichbare Sprühbrunnen finden sich (in der Reihenfolge des Entstehens) im Schwanheimer Waldspielpark, im Stadtpark Höchst, im Freibad Eschersheim und im Walderholungspark Tannenwald. Nicht mehr alle Anlagen sind erhalten.
Im Stadtgebiet hat auch das Gartenamt in verschiedenen Parks Wasserspielplätze eingerichtet. Ein Beispiel ist der Wasserspielplatz im Günthersburgpark. 2013 wurde für 500.000 € ein neuer Wasserspielplatz im Niddapark angelegt.

## Das Brunnenfest
Das Brunnenfest in Sachsenhausen wird 1490 erstmals urkundlich erwähnt. Es wird jedes Jahr am 3. Wochenende im August gefeiert. Von Bedeutung für die Frankfurter Brunnen ist insbesondere, dass das Brunnenfest seit den 1950er Jahren als Anlass genutzt wurde, Brunnen zu sanieren oder neu zu schaffen. Hierdurch sind im Stadtteil Sachsenhausen eine Vielzahl von Brunnen entstanden. Einer der bekanntesten Brunnen ist der Brunnen der Frau Rauscher in der Klappergass.
1961 wurde dieser Brunnen von der Brunnenkönigin Helga I. eingeweiht. Die Besonderheit dieses Brunnens ist es, dass die Figur der Frau Rauscher vorbei laufende Passanten anspuckt.

## Liste bestehender Frankfurter Brunnen
| Bild | Name                                                                                          | Ortsteil                   | Lage | Anmerkung |
| --- | --------------------------------------------------------------------------------------------- | -------------------------- | --- | --- |
| weitere Bilder | Atlasbrunnen                                                                                  | Frankfurt-Altstadt         | Weckmarkt hinter 2 50° 6′ 36″ N, 8° 41′ 8″ O Denkmalschutz                                                                            | Klassizistischer Pumpenbrunnen um 1780 mit Atlantenfigur von Johann Michael Datzerath. Der Brunnen ersetzte den Brunnen am Weißen Engel. Dieser Ziehbrunnen war nach dem benachbarten Wirtshaus Weißer Engel benannt. |
| | Bethmann-Bank                                                                                 | Frankfurt-Altstadt         | Bethmannstraße 50° 6′ 37″ N, 8° 40′ 45″ O                                                                                             | Im Innenhof des Gebäudekomplexes der Bethmann-Bank in der Bethmannstraße befindet sich ein Zierbrunnen. |
| weitere Bilder | Freiheitsbrunnen                                                                              | Frankfurt-Altstadt         | Großen Fischergasse/Hinterhof Am Weckmarkt 17 50° 6′ 36″ N, 8° 41′ 8″ O                                                               | Der Freiheitsbrunnen ist seit der ersten Hälfte des 14. Jahrhunderts bekannt und wurde als Friedhofborn, Freythofborn, Freytborn, Freitbrunnen und Freibrunnen bezeichnet. Am 12. April 1696 wurde eine Magd für den Mord an ihrem neugeborenen Kind hingerichtet, das sie am 4. Februar 1696 in den Brunnen geworfen hatte. Im Jahr 1759 erfolgte der Umbau des Ziehbrunnens in einen Pumpenbrunnen. Von den zwei Pumpsäulen aus rotem Mainsandstein ist eine Säule verblieben. Die Brunnensäule wird von einer Freiheitsgöttin gekrönt, die der Bildhauer Johann Michael Datzerath geschaffen hat. Der Brunnen stand bis 1895 auf dem Hühnermarkt. Er wurde 1904 am Roseneck aufgestellt und beim Wiederaufbau 1952 auf seinen heutigen Platz versetzt.          |
| weitere Bilder | Gerechtigkeitsbrunnen oder Römerbergbrunnen                                                   | Frankfurt-Altstadt         | Römerberg 50° 6′ 37″ N, 8° 40′ 56″ O Denkmalschutz                                                                                    | Brunnen aus dem Jahr 1611. |
| | Goethe-Haus                                                                                   | Frankfurt-Altstadt         | Vorhof des Goethehauses, Großer Hirschgraben 23 50° 6′ 40″ N, 8° 40′ 40″ O                                                            | Im Vorhof des Goethehauses ist an der Außenwand des Hauses ein Brunnen mit Inschrift angebracht. |
| | Herkulesbrunnen                                                                               | Frankfurt-Altstadt         | Limpurgergasse 2 (Römerhöfchen) 50° 6′ 37″ N, 8° 40′ 53″ O Denkmalschutz                                                              | Zierbrunnen der Neurenaissance von 1904 nach Entwurf von Joseph Kowarzik; an oktogonalem Becken allegorische Reliefs, auf axialem Brunnenstock eine Bronzestatue. |
| weitere Bilder | Brunnen auf dem Liebfrauenberg                                                                | Frankfurt-Altstadt         | Liebfrauenberg 50° 6′ 45″ N, 8° 40′ 53″ O Denkmalschutz                                                                               | Der 1770 durch Johann Michael Datzerath geschaffene Brunnen wurde 1970 durch Kurt Zobel restauriert. |
| | Löwenbrunnen                                                                                  | Frankfurt-Altstadt         | Fahrgasse 27 50° 6′ 42″ N, 8° 41′ 10″ O Denkmalschutz                                                                                 | Im Mittelalter bestand der Brunnen Grabborn an der Straße Auf dem Grabborn als Ziehbrunnen. 1598 wurde er umgebaut. Es handelte sich danach um einen klassizistischen Pumpenbrunnen nach Entwurf von Johann Leonhard Aufmuth aus Sandsteinpfeiler mit schildbewehrtem Löwen, Reliefdekor und Becken. Er stand bis zum Zweiten Weltkrieg auf dem Platz An der Zange in der Fahrgasse. |
| | Mägdleinbrunnen                                                                               | Frankfurt-Altstadt         | Untermainkai 4 50° 6′ 29″ N, 8° 40′ 37″ O                                                                                             | Klassizistischer Pumpenbrunnen mit puttoartiger Mädchenstatue, stand bis zum Zweiten Weltkrieg an einem Degussa-Gebäude von 1912 (Alte Mainzer Gasse 64). |
| weitere Bilder | Minervabrunnen (auch: Samstagsbergbrunnen)                                                    | Frankfurt-Altstadt         | Römerberg 50° 6′ 38″ N, 8° 40′ 57″ O                                                                                                  | Der von Friedrich Schierholz geschaffene Brunnen wurde 1944 zerstört. Die Neuaufstellung erfolgte 1983 nach einer historisch getreuen Kopie. |
| | Muschelbrunnen                                                                                | Frankfurt-Altstadt         | Buchgasse 3 50° 6′ 33″ N, 8° 40′ 46″ O Denkmalschutz                                                                                  | Muschelbrunnen an einem Oktogonalturm der Renaissance mit Portalarkaden |
| | Schöppenbrunnen                                                                               | Frankfurt-Altstadt         | Fried-Luebbecke-Anlage 50° 6′ 41″ N, 8° 41′ 3″ O Denkmalschutz                                                                        | Spätbarocker Pumpenbrunnen aus dem Jahr 1776 nach Entwurf von Johann Michael Datzerathaus Sandsteinpfeiler mit Rokokoreliefs, vorgesetztem Becken und Kaiserstatue (vermutlich Joseph II.). Der Brunnen stand bis zum Zweiten Weltkrieg auf dem Krautmarkt. Ursprünglich befand sich an dem Platz ein offener Ziehbrunnen, der Wobelinsborn oder Weibleinsbrunnen. |
| | Seehundbrunnen                                                                                | Frankfurt-Innenstadt       | Schäfergasse 50° 7′ 1″ N, 8° 41′ 4″ O Denkmalschutz                                                                                   | Trinkbrunnen für die Schüler der Liebfrauenschule aus dem Jahr 1954 nach dem Entwurf von Edwin Hüller aus Muschelkalk. Der Brunnen steht im Schulhof und diente den Schulkindern ihren Durst zu löschen, deshalb hingen oft Schöpfkellen an den Seiten. Auf das Brunnenbecken mit sechs Säulen setzte Hüller einen Sockel mit einer ein Meter hohen Brunnenfigur aus Muschelkalk. Dort sitzen sich zwei Seehunde auf einer Kugel aufrecht gegenüber und jonglieren auf den Nasen einen Ball. Heute ist das Brunnenbecken nicht mehr mit Wasser gefüllt und nun mit Blumen bepflanzt. |
| | Stoltze-Brunnen                                                                               | Frankfurt-Altstadt         | Hühnermarkt 50° 6′ 39″ N, 8° 41′ 4″ O Denkmalschutz                                                                                   | Denkmal der Neurenaissance nach Entwurf von Friedrich Schierholz für den Dichter Friedrich Stoltze (1816–1891); stufiger Aufbau mit Wasserbecken, reliefiertem Brunnenstock aus Sandstein und Bronzebüste (z. T. Kopie). Stand 1981 bis 2016 auf dem Friedrich-Stoltze-Platz hinter der Katharinenkirche. |
| | Weißer-Lilien-Brunnen                                                                         | Frankfurt-Innenstadt       | Katharinenpforte 50° 6′ 45″ N, 8° 40′ 47″ O Denkmalschutz                                                                             | 1390 wird erstmals ein Ziehbrunnen auf dem heutigen Rathenauplatz erwähnt. Es handelte sich zum Schluss um einen freistehenden überdachten Ziehbrunnen am Eingang zur Freßgass, der nach dem benachbarten Haus „Zur weißen Lilie“ benannt war. 1794 schuf der Bildhauer Johann David Voelcker einen klassizistischen Pumpenbrunnen. Die Kosten von mehr als 942 Gulden zeigen den Aufwand, der getrieben wurde: Der mehr als 8 Meter hohe Brunnen bestand aus einem Brunnenbecken mit vier Säulen. Diese Säulen wurden durch einen Obelisken mit Vase und goldener Lilie gekrönt. 1831 wurde der Brunnen abgerissen und seine Teile verkauft. Der Obelisk blieb erhalten und steht seit November 2017 auf dem Friedrich-Stoltze-Platz hinter der Katharinenkirche. |
| | Brunnen und Wasserwand am Jürgen-Ponto-Platz                                                  | Frankfurt-Bahnhofsviertel  | Jürgen-Ponto-Platz 50° 6′ 33″ N, 8° 40′ 9″ O                                                                                          | Auf dem durch den Bau des Dresdner-Bank-Hochhauses entstandenen Freiplatz, dem Jürgen-Ponto-Platz, wurde am 10. Juni 1980 ein von Prof. Heinz Mack gestaltetes Ensemble eingeweiht. Ein Kreisförmiger in den Boden eingelassener Brunnen mit 16 Metern Durchmessern wird von einem Wasserfilm überzogen. Daneben steht eine 9 Meter hohe Wasserwand, aus der das Wasser kaskadenförmg herabläuft. |
| | Brunnenanlage Main Forum                                                                      | Frankfurt-Bahnhofsviertel  | Wilhelm-Leuschner Straße 50° 6′ 11″ N, 8° 39′ 58″ O                                                                                   | Im Rahmen des Baus des Main Forums wurde eine Brunnenanlage aus zwei Becken geschaffen. |
| | Günthersbrunnen                                                                               | Frankfurt-Bergen-Enkheim   | Am Günthersbrunnen, vor dem Fachwerkhaus Nr. 23 50° 9′ 23″ N, 8° 45′ 16″ O Denkmalschutz                                              | Der „Günthersbrunnen“ ist ein mit Vilbeler Sandstein ummauerter barocker Ziehbrunnen aus 17. Jahrhundert der im 18. Jahrhundert erneuert wurde. Der aus Kalkstein gemauerte Schacht hat eine Tiefe von 16 bis 25 Meter. |
| | Michlersbrunnen                                                                               | Frankfurt-Bergen-Enkheim   | Am Michlersbrunnen, vor dem Haus Nr. 13 nördlich der Marktstraße 50° 9′ 23″ N, 8° 45′ 21″ O Denkmalschutz                             | Der „Michlersbrunnen“ ist ein mit Vilbeler Sandstein ummauerter barocker Ziehbrunnen aus 17. Jahrhundert der im 18. Jahrhundert erneuert wurde. Der aus Kalkstein gemauerte Schacht hat eine Tiefe von 20 Meter. |
| | Am Michlersbrunnen 4                                                                          | Frankfurt-Bergen-Enkheim   | Am Michlersbrunnen 4 50° 9′ 23″ N, 8° 45′ 20″ O                                                                                       | Im Hof des Anwesens Am Michlersbrunnen 4 befindet sich ein Pumpbrunnen. |
| | Röhrborn                                                                                      | Frankfurt-Bergen-Enkheim   | Riedstraße, Ecke Röhrborngasse 50° 8′ 58″ N, 8° 45′ 21″ O Denkmalschutz                                                               | Der Röhrborn wird bereits 1827 als Brunnen mit einer steinernen Säule und zwei steinernen Becken beschrieben. 1966/67 wurde er im Rahmen einer Straßensanierung beschädigt und auf den heutigen Standort versetzt. Die Becken wurden aus rotem Sandstein erneuert. |
| | Stillsbrunnen (Stillsborn)                                                                    | Frankfurt-Bergen-Enkheim   | Bergen, Heimatmuseum (Altes Rathaus) 50° 9′ 19″ N, 8° 45′ 13″ O                                                                       | Der Stillsbrunnen an „Peter Stills Haus“ in der Marktstraße war ein Ziehbrunnen aus dem 17. Jahrhundert. Der Brunnen stand an der Schelmenburg und wurde 2001 vor das Heimatmuseum Bergen (altes Rathaus) versetzt. |
| | Basalt- oder Trinkwasserbrunnen                                                               | Frankfurt-Bockenheim       | Ecke Leipziger-, Basalt- und Grempstraße 50° 7′ 26″ N, 8° 38′ 27″ O                                                                   | 1985/86 wurde der Basaltbrunnen durch den Frankfurter Bildhauer Eberhard F. Gutberlet geschaffen. Der 2,15 Meter hohe „Basalt- oder Trinkwasserbrunnen“, besteht aus einem aus Bronze gegossene Mittelteil und ist ansonsten aus Basalt gefertigt. |
| | Bleidenbrunnen                                                                                | Frankfurt-Bockenheim       | vor dem ehem. Landhaus Passavant an der Ginnheimer Straße 50° 7′ 35″ N, 8° 38′ 20″ O Denkmalschutz                                    | Der Bleidenbrunnen mit Pumpschwengel, aus rotem Sandstein, von 1777, stammt noch aus der dörflichen Historie von Bockenheim. |
| | Brunnen Campus Bockenheim                                                                     | Frankfurt-Bockenheim       | Campus Westend 50° 7′ 10″ N, 8° 39′ 8″ O                                                                                              | Nachdem der Bockenheimer Pusteblumen-Brunnen 2008 zum Campus Westend umgezogen wurde, wurde auf dem alten Standort am Campus Bockenheim ein Springbrunnen installiert. |
| | Elisabethen-Krankenhaus                                                                       | Frankfurt-Bockenheim       | Ginnheimer Straße 50° 7′ 36″ N, 8° 38′ 20″ O                                                                                          | Wasserspiel, Springbrunnen im Parkgelände des St. Elisabethenkrankenhauses |
| | Brunnen auf dem Neuen Bockenheimer Friedhof                                                   | Frankfurt-Bockenheim       | Neuer Friedhof Bockenheim 50° 8′ 12″ N, 8° 38′ 43″ O Denkmalschutz                                                                    | Kleiner Brunnen aus rotem Sandstein in zurückhaltenden Formen des Jugendstils an der Grenze zwischen 8a und 3t. |
| weitere Bilder | Kurfürstenbrunnen oder Obeliskbrunnen                                                         | Frankfurt-Bockenheim       | Kurfürstenplatz 50° 7′ 15″ N, 8° 38′ 33″ O Denkmalschutz                                                                              | Der im Zentrum des Kürfürstenplatzes liegende Monumental-Brunnen wurde 1913 aus rotem Mainsandstein errichtet und am 23. Mai 1914 eingeweiht. Er ist eine Stiftung von Bockenheimer Bürgern. Sein Architekt war Prof. Caspar Lennartz (1879–1949) und der Frankfurter Bildhauer Emil Hub (1876–1954). |
| | Friedrich-Ebert-Anlage                                                                        | Frankfurt-Bockenheim       | Messekreisel 50° 6′ 50″ N, 8° 39′ 8″ O                                                                                                | Im Zentrum des Messekreisels inmitten eines größeren Teiches befindet sich ein Springbrunnen mit meterhoher Fontäne. |
| | Kastor und Pollux                                                                             | Frankfurt-Bockenheim       | Platz der Einheit 50° 6′ 40″ N, 8° 39′ 17″ O                                                                                          | Rund um die Lichtskulptur „Synergie“ des Schweizer Künstlers Christian Herdeg ist eine ovale Brunnenanlage angelegt. |
| | Poseidon-Brunnen                                                                              | Frankfurt-Bockenheim       | Theodor-Heuss-Allee 2, Ffm-Bockenheim 50° 6′ 50″ N, 8° 38′ 58″ O                                                                      | Poseidon-Brunnen mit Dreizack, 1986, 6 m hohe Bronze des Holländers Jits Bakker vor gleichnamigen Haus |
| | Luisenhofbrunnen                                                                              | Frankfurt-Bornheim         | Weidenbornstraße 40 50° 7′ 55″ N, 8° 42′ 24″ O                                                                                        | Im Hof der Hauptstelle der FES im Luisenhof befindet sich ein (öffentlich nicht zugänglicher) Brunnenobelisk aus den Jahren 1864–1866. |
| | Friedberger Warte                                                                             | Frankfurt-Bornheim         | rechts vom Eingang zur Friedberger Warte 50° 8′ 26″ N, 8° 41′ 57″ O                                                                   | An die Wand der Friedberger Warte eingemauerter Ziehbrunnen aus Natursteinen und aus rotem Sandstein gemauert, überdacht mit einem kegelförmigen Dach aus Holz. |
| | Friedhof Bornheim                                                                             | Frankfurt-Bornheim         | Brunnen im Gewannkreuz, Gewanne B und C 50° 8′ 12″ N, 8° 42′ 12″ O                                                                    | Zylindrische Sandsteinstele auf quadratischer, gestufter Basis mit Urnenaufsatz als Bekrönung eines Brunnenbassins der 1950er Jahre. Steht unter Denkmalschutz. |
| | Friedhof Bornheim                                                                             | Frankfurt-Bornheim         | Brunnen im Gewann D an der Mauer 50° 8′ 12″ N, 8° 42′ 11″ O                                                                           | Mit giebelähnlichem, geschweiftem Aufsatz. Die Front ist mit zwei vertikalen, stilisierten Flechtbändern verziert. Steht unter Denkmalschutz. |
| | Hoher Brunnen (Frankfurt-Bornheim)                                                            | Frankfurt-Bornheim         | Berger Straße/Alt Bornheim 50° 7′ 43″ N, 8° 42′ 41″ O Denkmalschutz                                                                   | Der Hohe Brunnen ist ein Obeliskbrunnen aus rotem Sandstein und wurde im Jahr 1827 als fünfter Brunnen des Ortes zur Wasserversorgung gebohrt. |
| Bild gesucht Die Wikipedia wünscht sich an dieser Stelle ein Bild vom hier behandelten Ort. Motiv: links Falls du dabei helfen möchtest, erklärt die Anleitung , wie das geht. BW                                                             | Brunnen auf dem Bornheimer Friedhof I:                                                        | Frankfurt-Bornheim         | Friedhof Bornheim Denkmalschutz | Brunnen im Gewannkreuz: Zylindrische Sandsteinstele auf quadratischer, gestufter Basis mit Urnenaufsatz als Bekrönung eines Brunnenbassins der 1950er Jahre an der Kreuzung der Gewanne B und C. |
| Bild gesucht Die Wikipedia wünscht sich an dieser Stelle ein Bild vom hier behandelten Ort. Weitere Infos zum Motiv findest du vielleicht auf der Diskussionsseite . Falls du dabei helfen möchtest, erklärt die Anleitung , wie das geht. BW | Brunnen auf dem Bornheimer Friedhof II:                                                       | Frankfurt-Bornheim         | Friedhof Bornheim Denkmalschutz | Brunnen mit giebelähnlichem, geschweiftem Aufsatz, die Front verziert mit zwei vertikalen, stilisierten Flechtbändern. Um 1905 |
| | Reichsdorf-Bornheim-Brunnen                                                                   | Frankfurt-Bornheim         | Berger Straße 50° 7′ 32″ N, 8° 42′ 25″ O                                                                                              | Der Reichsdorf-Bornheim-Brunnen wurde 1983 von Edwin Hüller gestaltet, er erinnert an die Eingemeindung Bornheims nach Frankfurt. Er besteht aus einer drei Meter hohen Brunnensäule aus rotem Sandstein Vier Köpfe speien Wasser in ein Becken. Eine Figurengruppe aus Männern und Frauen, die sich in einem Reigen unterhaken, krönt den Brunnen. Der Brunnen ersetzte den Neuen Arnsburger Brunnen (siehe dort) |
| | Brunnen am Weißen Stein                                                                       | Frankfurt-Eschersheim      | Weißer Stein 50° 9′ 25″ N, 8° 39′ 24″ O                                                                                               | Brunnen mit Herkulesstatue am Weißen Stein in Eschersheim, Material: Muschelkalk, Erbaut: 1910 als Kriegerdenkmal |
| | Jean-Pauli-Brunnen                                                                            | Frankfurt-Fechenheim       | Linneplatz 50° 7′ 21″ N, 8° 46′ 18″ O                                                                                                 | Der „Jean Pauli-Brunnen“ aus dem 1980 des Fechenheimer Steinmetz und Bildhauermeisters Siegfried Schugar erinnert an den Pädagogen und Komponisten Jean Pauli. Es handelt sich um einen viereckigen Obelisken aus rotem Sandstein hinter einem Sandsteinbecken. |
| | Fassnachtsbrunnen                                                                             | Frankfurt-Heddernheim      | H.-P.-Müller-Platz 50° 9′ 42″ N, 8° 38′ 56″ O                                                                                         | 1989 wurde der Fassnachtsbrunnen an der U-Bahn-Station Heddernheim aufgestellt. Die Betonbrunnen mit kleinen Sprudeln werden durch die Figur des Fassnachtsnarren überragt. Der Brunnen war ein Geschenk der Firma Lurgi zum 150. Jahrestag der Klaa Pariser Fassnacht. |
| | Heddernheimer Gemeindepumpe                                                                   | Frankfurt-Heddernheim      | Alt Heddernhaim 47 50° 9′ 28″ N, 8° 38′ 55″ O Denkmalschutz                                                                           | Es ist ein klassizistischer Sandsteinpfeiler aus dem Jahr 1839 mit Becken auf einem würfelförmigen Sockel; gekrönt wird er von einer Sandsteinkugel. Der Brunnen ist jährlich der Ausgangspunkt für den Faschingsumzug in Klaa Paris. Die seitlichen verschieden hoch angebrachten Schwengel ermöglichten es auch Kindern zu pumpen. |
| | Brunnen im NWZ                                                                                | Frankfurt-Heddernheim      | Nordwestzentrum 50° 9′ 26″ N, 8° 38′ 1″ O                                                                                             | Im Inneren des Nordwestzentrums ist eine Brunnenanlage mit mehreren Sprudeln angelegt. |
| | Römerbrunnen                                                                                  | Frankfurt-Heddernheim      | Römerbrunnen Zw. „An der Ringmauer“ und Nidda 50° 9′ 16″ N, 8° 38′ 39″ O                                                              | Ziehbrunnen einer römischen Villa rustica, später Teil der Burg Philippseck. |
| | Brunnen im Stiftsgarten                                                                       | Frankfurt-Heddernheim      | Spielplatz im Park an der Straße Alt-Heddernheim 50° 9′ 29″ N, 8° 38′ 55″ O                                                           | Der klassizistische Pumpenbrunnen aus 1840 mit quadratischer Brunnensäule aus rotem Sandstein, auf deren Fries sich eine Kugel befindet. |
| weitere Bilder | Brüningbrunnen                                                                                | Frankfurt-Höchst           | Nordostecke des Höchster Marktes 50° 6′ 0″ N, 8° 32′ 46″ O Denkmalschutz                                                              | 1910 nach den Plänen des Architekten Karl Wach durch die Bildhauer Johann Belz und Ph. Hermann Leonhard geschaffen. |
| | Dalbergbrunnen                                                                                | Frankfurt-Höchst           | zwischen Dalberg-Haus und Schwimmbad 50° 5′ 55″ N, 8° 32′ 45″ O                                                                       | 1977 durch die Bürgerinitiative Höchster Altstadt gestiftet. |
| | Schlossbrunnen Höchst                                                                         | Frankfurt-Höchst           | zwischen Schloss und Main 50° 5′ 52″ N, 8° 32′ 50″ O                                                                                  | Im Schlosshof befindet sich ein Ensemble aus einem Ziehbrunnen und einem Pumpenbrunnen aus rotem Mainsandstein |
| | Höchster Schlossplatzbrunnen                                                                  | Frankfurt-Höchst           | Schlossplatz vor Hausnummer 9 50° 5′ 55″ N, 8° 32′ 52″ O Denkmalschutz                                                                | Ziehbrunnen |
| | Seilerbrunnen                                                                                 | Frankfurt-Höchst           | Zwischen Bahnhof und Dalbergplatz 50° 6′ 9″ N, 8° 32′ 43″ O Denkmalschutz                                                             | 1926 nach den Plänen des Frankfurter Bildhauers Paul Seiler geschaffen. |
| | Tritonbrunnen im Bolongarogarten                                                              | Frankfurt-Höchst           | Bolongarogarten 50° 6′ 3″ N, 8° 33′ 10″ O                                                                                             | 1909 wurde der „Triton-Brunnen“ des Frankfurter Bildhauers Josef Keller geschaffen. Der neobarocke Zierbrunnen mit rundem Wasserbecken wird beherrscht durch einen liegenden Delphin, auf dem ein wasserspeiender Triton reitet. |
| | Fontäne im Stadtpark Höchst                                                                   | Frankfurt-Höchst           | Stadtpark Höchst 50° 6′ 30″ N, 8° 33′ 20″ O Denkmalschutz                                                                             | Im größeren der beiden Weiher im Stadtpark Höchst befindet sich eine Fontäne. |
| | Wasserdrachen im Bolongarogarten                                                              | Frankfurt-Höchst           | Bolongarogarten 50° 6′ 2″ N, 8° 33′ 10″ O                                                                                             | |
| | Jakobusbrunnen                                                                                | Frankfurt-Harheim          | Bolongarogarten 50° 10′ 56″ N, 8° 41′ 33″ O                                                                                           | Aus Anlass der 1200-Jahrfeier des Frankfurter Stadtteils Harheim am 25. Mai 1986 wurde der Brunnen durch Reiner Uhl aus rotem Sandstein geschaffen. |
| | Römerbrunnen                                                                                  | Frankfurt-Harheim          | Keltenstraße 50° 11′ 7″ N, 8° 42′ 1″ O                                                                                                | Der Brunnen wurde 1339 erstmals als “Wydeborne” (Weidenborn) erwähnt ist aber älter. Er lag an der gemeinsamen Weide der Gemeinden Harheim, Vilbel und Massenheim. Seit 1931 wird der Name Römerbrunnen verwendet. |
| | Brückhofstraßenbrunnen                                                                        | Frankfurt-Innenstadt       | Brückhofstraße 50° 6′ 37″ N, 8° 41′ 22″ O Denkmalschutz                                                                               | Auf Veranlassung von Bürgermeister Jacob Guiollett wurde der Brunnen 1812 als Pumpenbrunnen errichtet. Für 650 Gulden schuf G.W. Mayr einen schmalen Sandsteinobelisken mit einer geflügelten Sonnenscheibe über dem Brunnenbecken. Das Bild zeigt eine historische Aufnahme aus der Zeit vor 1921. |
| weitere Bilder | Brockhausbrunnen                                                                              | Frankfurt-Innenstadt       | Kreuzung Zeil und Hasengasse 50° 6′ 52″ N, 8° 41′ 0″ O                                                                                | Professor Lutz Brockhaus schuf in den Jahren 1983 und 1984 den Brockhausbrunnen aus einem 38 Tonnen schweren Block aus Carrara-Marmor. |
| | Brunnen vor der Deutschen Bank                                                                | Frankfurt-Innenstadt       | Vor dem Doppelturm der Deutschen Bank 50° 6′ 50″ N, 8° 40′ 7″ O                                                                       | 2012 wurde vor dem Doppelturm der Deutschen Bank eine Brunnenanlage aus zwei dreieckigen, sich überlappenden Wasserflächen geschaffen. Aus Spalten quellendes Wasser fließt über die Dreiecksflächen. |
| | Brunnen im Dominikanerkloster                                                                 | Frankfurt-Innenstadt       | Kurt-Schumacher-Straße 23 50° 6′ 43″ N, 8° 41′ 14″ O                                                                                  | Im Innenhof des Kreuzgangs des ehemaligen Dominikanerklosters befindet sich eine Brunnenanlage |
| | Hauptwache (Frankfurt am Main)                                                                | Frankfurt-Innenstadt       | Hauptwache 50° 6′ 49″ N, 8° 40′ 44″ O Denkmalschutz                                                                                   | Der Goldene – oder Hauptwache-Brunnen ist ein Pumpenbrunnen aus Basalt und Sandstein aus der Zeit um 1800. Er wurde am 4. Oktober 1969 neben der Hauptwache aufgestellt |
| | Goepfert-Brunnen                                                                              | Frankfurt-Innenstadt       | Vor dem Eschenheimer Turm 50° 7′ 2″ N, 8° 40′ 46″ O                                                                                   | Die nach dem Bau der U-Bahn entstandene spitz zulaufende Verkehrsinsel hinter dem Eschenheimer Turm wurde 1967–1970 durch den Maler und Objektkünstler Hermann Göpfert mit einer kinetischen Brunnenanlage gestaltet. Die seeähnliche Brunnenskulptur mit 50 m Länge, 14 m Breite und Aluminiumwänden mit bis zu 2,50 m Höhe ist mit fünf sich drehenden Rotoren ausgestattet, über die das Wasser in das Becken fließt. |
| weitere Bilder | Kaiserplatzbrunnen                                                                            | Frankfurt-Innenstadt       | Kaiserplatz 50° 6′ 38″ N, 8° 40′ 31″ O Denkmalschutz                                                                                  | Der Kaiserplatzbrunnen oder Kaiserbrunnen besteht aus einem großen Brunnenbecken mit einem kelchartigen Brunnenpfeiler mit Schale. Die polierten Schale, aus der eine Fontäne aufsteigt, ist aus einem Stück Porphyr geschliffen. Er ist eine Stiftung des Frankfurter Bankiers Raphael von Erlanger aus dem Jahr 1876 und wurde zusammen mit dem gegenüberliegenden Frankfurter Hof eingeweiht. |
| weitere Bilder | Fontäne im Rechneigrabenweiher                                                                | Frankfurt-Innenstadt       | Obermainanlage 50° 6′ 41″ N, 8° 41′ 37″ O                                                                                             | Im Rechneiweiher in der Obermainanlage befindet sich ein großer Springbrunnen. |
| | Brunnen vor Taunusanlage 3                                                                    | Frankfurt-Innenstadt       | vor Taunusanlage 3 50° 6′ 39″ N, 8° 40′ 13″ O                                                                                         | Vor dem denkmalgeschützten Haus Taunusanlage 3 befindet sich eine Brunnenanlage. |
| weitere Bilder | Frankfurter Märchenbrunnen                                                                    | Frankfurt-Innenstadt       | neben dem neuen Schauspielhaus 50° 6′ 29″ N, 8° 40′ 26″ O Denkmalschutz                                                               | Im Auftrag des Kunstmäzens Leo Gans schul der Bildhauer Friedrich Christoph Hausmann diesen Jugendstilbrunnen, der im Jahre 1910 eingeweiht wurde |
| | Medusenbrunnen                                                                                | Frankfurt-Innenstadt       | Bürgergarten in der Eschenheimer Anlage 50° 7′ 5″ N, 8° 40′ 51″ O                                                                     | Der Medusenbrunnen besteht aus einem oberen Becken, aus dem das Wasser durch zwei speienden Groteskenköpfe über ein Medusenhaupt hinweg in ein unteres Becke im Tiefgarten (Bürgergarten) fließt. Der Brunnen wurde aus Spolien des „Löwenstein’schen Palais“ in der Taunusanlage erbaut. |
| weitere Bilder | Freßgassbrunnen                                                                               | Frankfurt-Innenstadt       | Freßgass 50° 6′ 52″ N, 8° 40′ 30″ O                                                                                                   | Der Freßgassbrunnen wurde 1977 von der Frankfurter Bildhauerin Inge Hagner geschaffen. Es handelt sich um eine 21 × 23 Meter große, begehbare Brunnenanlage, die in das Pflaster integriert ist und wellenförmigen Erhebungen aus Granit über die das Wasser in das Becken fließt. |
| | Gutenbergbrunnen (auch Roßmarkbrunnen)                                                        | Frankfurt-Innenstadt       | Roßmarkt 50° 6′ 44″ N, 8° 40′ 35″ O Denkmalschutz                                                                                     | Das 'Johannes-Gutenberg-Denkmal auf dem südlichen Roßmarkt ist ein 1854 bis 1858 entstandener Brunnen des Bildhauers Eduard Schmidt von der Launitz. |
| | Marshall-Brunnen                                                                              | Frankfurt-Innenstadt       | Bockenheimer Anlage 50° 6′ 52″ N, 8° 40′ 16″ O Denkmalschutz                                                                          | Am 27. Oktober 1963 wurde vor der Alten Oper der Marshall-Brunnen zum Gedenken an George C. Marshall enthüllt. Das aus Spenden Frankfurter Unternehmen finanzierte Werk des Münchner Bildhauers Toni Stadler zeigt die drei Grazien Aglaia, Hegemone und Euphrosyne als Symbole des Gebens, Nehmens und Dankens. 1970 bis 1981 war das Denkmal wegen des S-Bahn-Baus zeitweise demontiert. |
| | Brunnen am Nebbiensches Gartenhaus, auch Renaissancebrunnen oder Brunnen an der Villa Andreae | Frankfurt-Innenstadt       | Bockenheimer Anlage 50° 7′ 3″ N, 8° 40′ 36″ O Denkmalschutz                                                                           | 1952 wurde der italienische Renaissance-Brunnen aus Marmor, der zuvor in der Villa Waldfried des von den Nationalsozialisten verfolgten Frankfurter Unternehmers Carl von Weinberg gestanden hatte am Nebbienschen Gartenhaus aufgestellt. |
| | Brunnen auf der linken Seite des Nebbienschen Gartenhauses                                    | Frankfurt-Innenstadt       | Bockenheimer Anlage 50° 7′ 3″ N, 8° 40′ 35″ O                                                                                         | Rundbrunnen mit schmiedeeisernen Überbau. |
| Bild gesucht Die Wikipedia wünscht sich an dieser Stelle ein Bild vom hier behandelten Ort. Weitere Infos zum Motiv findest du vielleicht auf der Diskussionsseite . Falls du dabei helfen möchtest, erklärt die Anleitung , wie das geht. BW | Fontäne im Albert-Mangelsdorff-Weiher                                                         | Frankfurt-Innenstadt       | Bockenheimer Anlage 50° 7′ 0″ N, 8° 40′ 32″ O                                                                                         | Im östlichen Bereich des Albert-Mangelsdorff-Weihers in der Bockenheimer Anlage befindet sich ein großer Springbrunnen. |
| | Opernplatzbrunnen                                                                             | Frankfurt-Innenstadt       | Opernplatz 50° 6′ 55″ N, 8° 40′ 18″ O                                                                                                 | Der Brunnen auf dem Opernplatz wurde 1872 von dem Architekten Richard Lucae (1829–1877) entworfen und war ursprünglich für den Rahmhof (nahe der Schillerstraße) gedacht. 1983, wurde die Skizze durch den Bildhauer Edwin Hüller aus 120 Tonnen schwerem Reinersreuther edelgelbem Granit umgesetzt und am 14. Juni 1983 eingeweiht. Das Becken des Brunnens besitzt einen Durchmesser von 17 m, die Schale misst 5 m im Durchmesser und weist eine Höhe von 3,20 m auf |
| | Brunnen rechts und links der alten Oper                                                       | Frankfurt-Innenstadt       | Opernplatz 50° 6′ 56″ N, 8° 40′ 21″ O                                                                                                 | Rechts und links der Alten Oper stehen zwei baugleiche Brunnen, die verkleinerte Modelle des Lucae-Brunnen darstellen. |
| | Struwwelpeterbrunnen                                                                          | Frankfurt-Innenstadt       | Hauptwache 50° 6′ 50″ N, 8° 40′ 43″ O                                                                                                 | Der Struwwelpeterbrunnen aus Bronze wurde 1985 von Franziska Lenz-Gerharz gestaltet und stellt eine Vielzahl von Figuren des Kinderbuchautors Heinrich Hoffmann dar. |
| | Brunnenanlage vor dem Wohnhochhaus Stephanstraße 18                                           | Frankfurt-Innenstadt       | Stephanstraße 18 50° 7′ 0″ N, 8° 40′ 55″ O                                                                                            | Vor dem Wohnhochhaus Stephanstraße 18 befindet sich eine langgestreckte Brunnenanlage |
| | Tugendbrunnen                                                                                 | Frankfurt-Innenstadt       | Töngesgasse vor Nr. 13 50° 6′ 48″ N, 8° 41′ 3″ O Denkmalschutz                                                                        | Klassizistischer Pumpenbrunnen (Kopie) mit allegorischer Rokokostatue. Die Rokokostatue stammt aus 1768, der Pumpenbrunnen aus 1832. Der Brunnen war vorher ein Ziehbrunnen und trug den Namen Heilig-Geist-Brunnen. |
| | Venezianer-Brunnen                                                                            | Frankfurt-Innenstadt       | Hinter der Katharinenkirche an der Hauptwache 50° 6′ 47″ N, 8° 40′ 47″ O Denkmalschutz                                                | Der Venezianer-Brunnen ist ein Zierbrunnen im Stil der Neurenaissance aus der Zeit um 1870. Das Wasserbecken mit den vier Löwenköpfen hat einen Durchmesser von 0,80 Meter. Der 1,20 Meter hohe Brunnen aus Juramarmor stand ursprünglich in einem Garten in der Pfingstweidstraße. Nach der Sanierung durch Hugo und Rainer Uhl wurde er 1981 hinter der Katharinenkirche aufgestellt. |
| | Winzerbrunnen                                                                                 | Frankfurt-Innenstadt       | Taunusanlage 50° 6′ 48″ N, 8° 40′ 10″ O Denkmalschutz                                                                                 | Der Winzer- oder Lachhannes-Brunnen ist eine Sandsteinsäule, gekrönt durch eine Bronzebüste des Bildhauers Johann Nepomuk Zwerger. Er wurde am 1. Juli 1859 eingeweiht. Der Brunnen wurde vor dem Zweiten Weltkrieg entfernt und 1947 wieder in der Taunusanlage aufgestellt. |
| | Bonifatiusbrunnen                                                                             | Frankfurt-Kalbach-Riedberg | Bonifatiuspark 50° 10′ 33″ N, 8° 38′ 28″ O                                                                                            | Die Bonifatiusquelle entstand der Legende nach dort, wo der Leichnam des heiligen Bonifazius geruht hatte. Der Bonifatiusbrunnen war ein kleiner Brunnen, der von einem Holzkreuz des Frankfurters Hugo Uhr überragt wurde. 2006 wurde der Bonifatiuspark geschaffen und der Bonifatiusbrunnen durch die Architekten Bernard, Müggenburg und Sattler neu gestaltet. Die Quelle entspringt heute in einer vertieften Brunnenkammer, um die herum Sitzmauern aus hellem Granit bestehen. |
| | Faulbrunnen                                                                                   | Frankfurt-Nied             | Brunnenpfad 50° 6′ 31″ N, 8° 35′ 5″ O                                                                                                 | Der Faulbrunnen (auch Grintbrunnen) ist eine alte Quelle mit schwefelhaltigem Wasser. Der Brunnen wurde 1828 in Stein gefasst. Die Überdachung entstand 1914 auf Veranlassung des Verschönerungs- und Verkehrsvereins Nied. Nach einem Entwurf des Nieder Architekten Johannes Schmidt wurde der Brunnen 1936 neu gestaltet. Der Brunnenstein mit der Muschel stammt vom Unterliederbacher Bildhauer Franz Schranz. |
| | Selzerbrunnen                                                                                 | Frankfurt-Nied             | Am Ende der Straße Am Selzerbrunnen im Wald 50° 6′ 38″ N, 8° 35′ 6″ O                                                                 | Der „Selzerbrunnen“, 1927 erbohrt, ist ein schwefelhaltiger Mineralbrunnen. Der Brunnen besteht aus einem Sandsteinquader des Bildhauers Franz Schranz aus dem Jahr 1939. |
| | Rathausbrunnen in Nied                                                                        | Frankfurt-Nied             | Alt-Nied 50° 6′ 0″ N, 8° 33′ 52″ O | Vor dem alten Rathaus in Nied wurde 1985 ein eiserner Pumpbrunnen aufgestellt, der einer alten Schwengelpumpe nachempfunden ist. Es handelt sich hier aber nicht um das Original; die vom städtischen Forstamt erworbene Pumpe wurde durch die damalige Hoechst AG umgerüstet und am jetzigen Standort aufgestellt, ein Schild verweist auf die Tätigkeit des Bürgervereins Nied. |
| | Bürgerbrunnen Niedererlenbach                                                                 | Frankfurt-Niedererlenbach  | Platz „Am Bürgerbrunnen“ 50° 12′ 10″ N, 8° 42′ 33″ O                                                                                  | Der Nieder-Erlenbach Bürgerbrunnen ist ein ehemaliges Taufbecken und wurde 1994 an seinem heutigen Platz aufgestellt |
| | Waldsprudel am Pfingstberg                                                                    | Frankfurt-Niedereschbach   | In einem Wäldchen links des Eschbachs zwischen Nieder-Eschbach und Harheim 50° 11′ 47″ N, 8° 40′ 50″ O                                | Gefasstes Becken einer ehemals artesischen Quelle. Er soll noch zu Beginn des 20. Jahrhunderts eine sprudelnde Fontäne besessen haben. |
| zentriertx | Teich Ben-Gurion-Ring                                                                         | Frankfurt-Niedereschbach   | Ben-Gurion-Ring 50° 11′ 23″ N, 8° 39′ 44″ O                                                                                           | Der Ben-Gurion-Ring umschließt eine Parkfläche, an dessen nördlichem Rand ein Teich mit Springbrunnen angelegt ist. |
| | Brunnen auf der Bürgerwiese                                                                   | Frankfurt-Niederrad        | im Walddreieck von Kennedyallee, Niederräder Landstraße und Mörfelder Landstraße auf der Ostseite der Wiese 50° 5′ 9″ N, 8° 39′ 41″ O | Der Brunnen besteht aus einem Turm aus zwei ungleich großen Quadern und einem Sandsteinbecken. Vorgelagert ist ein halbrundes gemauertes großes Brunnenbecken aus Sandsteinen. |
| | Nieder Brunnen                                                                                | Frankfurt-Niederrad        | Schwanheimer Straße 107 50° 5′ 16″ N, 8° 38′ 14″ O Denkmalschutz                                                                      | Der Nieder Brunnen (der nicht in Nied, sondern in Niederrad liegt) wurde 1911 durch die Niederbrunnengesellschaft und den Niederräder Bezirksverein geschaffen. Der Brunnen aus rotem Sandstein wurde nach dem Krieg wiederhergerichtet und anlässlich der Kirchweih am 7. Juni 1953 wieder instand gesetzt. Ende 1969 wurde der Brunnen abgerissen, um Platz für Neubauten zu machen. Nach Protesten der Einwohner wurde der Brunnen dann an seinem heutigen Standort am Rande der Siedlung wieder aufgebaut. |
| | Struwwelpeterbrunnen (Stadionbad)                                                             | Frankfurt-Niederrad        | Mörfelder Landstraße, Stadionbad 50° 4′ 17″ N, 8° 39′ 4″ O                                                                            | Der Schwanheimer Bildhauer Johann Joseph Belz erhielt 1910 den Auftrag für den Brunnen vom „Comité zur Errichtung eines Gedenkbrunnens für Dr. Heinrich Hoffmann“. Das Werk wurde 1923 vollendet und am 6. Juli 1929 enthüllt. Der Brunnenstock aus Sandstein wird durch die Bronzeskulptur des Struwwelpeter auf einem Schaukelpferd in einem Rad gekrönt. Das Brunnenbecken ist eine runde Steinschale mit neun Kindern, zwei Schrifttafeln und einem Porträtrelief von Dr. Heinrich Hoffmann aus Bronze. |
| | Oberräder Gärtnerpumpe                                                                        | Frankfurt-Oberrad          | Südostecke des Buchrainplatzes 50° 6′ 1″ N, 8° 43′ 28″ O Denkmalschutz                                                                | Gusseiserne Pumpe, ursprünglich zwischen Kleingärten am Hansenweg. Seit 1976 auf dem Buchrainplatz |
| Bild gesucht Die Wikipedia wünscht sich an dieser Stelle ein Bild vom hier behandelten Ort. Weitere Infos zum Motiv findest du vielleicht auf der Diskussionsseite . Falls du dabei helfen möchtest, erklärt die Anleitung , wie das geht. BW | Arbeitsgerichts- und Sozialgerichtsbrunnen                                                    | Frankfurt-Nordend          | Adickesallee 36 50° 7′ 57″ N, 8° 40′ 43″ O                                                                                            | Das viereckige Gebäude des Arbeitsgerichtes umschließt einen Innenhof. 1962 wurde im Innenhof ein vom Künstler Erich Kuhn geschaffener Brunnen aufgestellt. |
| | Günthersburgpark                                                                              | Frankfurt-Nordend          | Günthersburgpark 50° 7′ 45″ N, 8° 42′ 13″ O                                                                                           | Wasserspielplatz „Sprühfeld“ |
| | Merianplatzbrunnen                                                                            | Frankfurt-Nordend          | Merianplatz 50° 7′ 14″ N, 8° 41′ 45″ O                                                                                                | Im April 1981 wurde der Brunnen des Künstlers Hans Steinbrenner eingeweiht. Die zylindrische Brunnenplastik tarnt den Belüftungsschaft der U-Bahn |
| Bild gesucht Die Wikipedia wünscht sich an dieser Stelle ein Bild vom hier behandelten Ort. Weitere Infos zum Motiv findest du vielleicht auf der Diskussionsseite . Falls du dabei helfen möchtest, erklärt die Anleitung , wie das geht. BW | Nibelungenplatzbrunnen                                                                        | Frankfurt-Nordend          | Nibelungenplatz 50° 7′ 44″ N, 8° 41′ 32″ O                                                                                            | Die Brunnenanlage aus Granitblöcken wurde 1980 von Ludwig Fischer gestaltet |
| | Brunnen am Alfred-Brehm-Platz                                                                 | Frankfurt-Ostend           | Alfred-Brehm-Platz 50° 6′ 57″ N, 8° 41′ 54″ O                                                                                         | Springbrunnen im Zentrum des Alfred-Brehm-Platzes vor dem Zoo Frankfurt am Main |
| | Frankfurter Osthafen                                                                          | Frankfurt-Ostend           | Osthafenplatz 50° 6′ 38″ N, 8° 42′ 45″ O Denkmalschutz                                                                                | 1912 wurde im Zentrum des Osthafenplatzes, vermutlich durch den Frankfurter Bildhauer Johann Joseph Belz, in der traditionellen Form einer „Pferdetränke“ der Osthafen-Brunnen erbaut. Auf beiden Seiten des symmetrischen Brunnenstocks befinden sich Viehtröge. Der Brunnen büßte mit der fortschreitenden Motorisierung seine Funktion ein und ist heute trockengelegt. Der Brunnen ist mit neoklassizistische Maskaron- und Nereidenreliefs geschmückt |
| | Ostpark Frankfurt am Main                                                                     | Frankfurt-Ostend           | Ostpark 50° 7′ 7″ N, 8° 43′ 16″ O Denkmalschutz                                                                                       | Neoklassizistischer Trinkbrunnen von 1927 |
| | Affen-Brunnen                                                                                 | Frankfurt-Sachsenhausen    | Affentorplatz 50° 6′ 17″ N, 8° 41′ 25″ O Denkmalschutz                                                                                | Der Frankfurter Bildhauer Georg Krämer schuf 1958 hinter einem der Wachhäuser am Affentorplatz den heutigen Affen-Brunnen. Ein Vorgängerbrunnen mit Brunnenbecken in Affenform aus dem Jahr 1938 wurde im Zweiten Weltkrieg bei den Luftangriffen auf Frankfurt am Main zerstört. Der heutige Brunnen wird von der Figur eines Pavians gekrönt. |
| | Artischockenbrunnen                                                                           | Frankfurt-Sachsenhausen    | Klappergasse 50° 6′ 19″ N, 8° 41′ 27″ O Denkmalschutz                                                                                 | Der durch den Steinmetz Georg Wilhelm Mayr geschaffene Klapper- oder Artischockenbrunnen wurde 1959 aus der Klappergasse vor die Willemer-/Frankensteinerschule und 2007 wieder zurück auf seinen alten Standort versetzt. Der Pfeiler wird durch Kränze und Girlanden geschmückt. Auf der Platte steht eine Urne mit dem namensgebenden Artischockenknauf. |
| | Bäckerbrunnen                                                                                 | Frankfurt-Sachsenhausen    | Ehemals im Innenhof des Hauses der Jugend in der Großen Rittergasse nahe dem Kuhhirtenturm. 50° 6′ 24″ N, 8° 41′ 22″ O Denkmalschutz  | 1794 wurde der mittelalterlichen Ziehbrunnen in der Elisabethenstraße zu einem klassizistischen Pumpenbrunnen umgebaut. Nachdem die gesamte Elisabethenstraße 1943 im Krieg zerstört wurde, wurde der Standort verlegt. Der Frankfurter Bildhauer Georg Krämer restaurierte den Brunnen, der am 20. August 1960 eröffnet wurde. Ein handelt sich um einen einfachen Pfeiler aus rotem Sandstein mit aufgesetzten Quadern, Gesims und Vase. |
| | Bockenheimerdenkmal-Brunnen                                                                   | Frankfurt-Sachsenhausen    | Oppenheimer Platz 50° 6′ 15″ N, 8° 40′ 59″ O Denkmalschutz                                                                            | Auf dem Oppenheimer Platz steht seit dem 16. Oktober 1932 der „Bockenheimer-Denkmalbrunnen“ des Frankfurter Bildhauers August Bischoff, der an den Arzt Dr. Jakob Hermann Bockenheimer (1837–1908) erinnert. Es handelt sich um einen Brunnen aus Muschelkalk auf einem 1,50 Meter hohen Zementsockel mit Reliefkopf, auf dem eine lebensgroße nackte Jünglingsskulptur mit erhobenen Armen steht. Die Bronzeplastik wurde 1942 eingeschmolzen und 1949 aus Kupfer neu gegossen. In den 1960er Jahren wurde die Skulptur Opfer von Vandalismus, als Unbekannte Löcher in die Beine schossen. Die Schäden wurden durch den Bildhauer Kurt Zobel repariert. |
| Bild gesucht Die Wikipedia wünscht sich an dieser Stelle ein Bild vom hier behandelten Ort. Weitere Infos zum Motiv findest du vielleicht auf der Diskussionsseite . Falls du dabei helfen möchtest, erklärt die Anleitung , wie das geht. BW | Boehlehaus-Brunnen                                                                            | Frankfurt-Sachsenhausen    | Erstes Wartegässchen 50° 5′ 10″ N, 8° 41′ 26″ O Denkmalschutz                                                                         | An einem kleinen Teich im Garten des Boehlschen Anwesens im 1. Wartegässchen steht seit 1910 der von dem Frankfurter Bildhauer Fritz Boehle geschaffene „Boehlehaus-Brunnen“. Boehle bezog 1910 das Haus, richtete sich ein Atelier ein und machte aus der Villa ein Künstlerheim. Der Brunnen ist ein Ziehbrunnen, gestaltet nach Formen der deutschen Renaissance. Auf der Ringbrüstung ragen zwei Korinthische Säulen empor, mit einem Sturz, den zwei liegende Pferdeskulpturen abschließen. |
| | Carolusbrunnen                                                                                | Frankfurt-Sachsenhausen    | Im spitzen Winkel von Darmstädter Landstraße und Kranichsteiner Straße 50° 6′ 1″ N, 8° 41′ 28″ O                                      | Fritz Boehle fertigte 1910 einen Entwurf eines Karlsreiters für die Alte Brücke. Der Magistrat beschloss 1911 zwar einen Auftrag, jedoch kam es nicht zur Realisierung. 1967 finanzierte die Binding-Brauerei einen Guss des Standbildes und schenkte es 1973 der Stadt. Am heutigen Standort wurde der neue Carolusbrunnen geschaffen und das Standbild dort aufgestellt |
| | Dreikönigsbrunnen                                                                             | Frankfurt-Sachsenhausen    | Hinter der Dreikönigskirche 50° 6′ 25″ N, 8° 41′ 7″ O Denkmalschutz                                                                   | Der Dreikönigsbrunnen aus dem Jahr 1781 wurde aus der Pumpensäule eines mittelalterlichen Ziehbrunnens aus dem 14. Jh. für rund 400 Gulden zu einem klassizistischen Pumpenbrunnen umgestaltet. 1887, nach dem Zweiten Weltkrieg wurde der Brunnen erneuert. Auf dem viereckigen Pfeiler mit Fries steht die Statue der Heiligen Drei Könige. |
| | Fischbrunnen                                                                                  | Frankfurt-Sachsenhausen    | Holbeinstraße vor der Bonifatiuskirche 50° 5′ 53″ N, 8° 40′ 41″ O                                                                     | Vor der Bonifatiuskirche steht der Fischbrunnen. Drei übereinander stehende, sich nach oben verjüngende Brunnenschalen aus Metal werden von einem Fisch gekrönt, der Wasser speit. |
| | Fleischerbrunnen                                                                              | Frankfurt-Altstadt         | Fünffingerplätzchen 50° 6′ 22″ N, 8° 41′ 30″ O Denkmalschutz                                                                          | Der Fleischer- oder Flößerbrunnen ist ein klassizistischer Pumpenbrunnen aus der Zeit um 1800. Seinen Namen hat er vom damaligen Nachbarhaus „Zum Fleischer“. Der Brunnen auf dem Fünffingerplätzchen wurde im Zweiten Weltkrieg weitgehend durch Bomben zerstört. 1968 wurde er durch den Frankfurter Bildhauer Georg Krämer nach alten Ansichten und Fragmenten rekonstruiert. |
| | Frau-Rauscher-Brunnen                                                                         | Frankfurt-Sachsenhausen    | Zwischen den Häusern Klappergasse 8 und 12, schräg gegenüber dem Steinern Haus 50° 6′ 19″ N, 8° 41′ 29″ O Denkmalschutz               | Der von Georg Krämer gestaltete Brunnen aus dem Jahr 1961 erinnert an die im Fastnachtslied bekannt gewordene Frau Rauscher. |
| | Gärtnerbrunnen                                                                                | Frankfurt-Sachsenhausen    | Hof der Mühlbergschule am Lettigkautweg 8 50° 5′ 55″ N, 8° 42′ 8″ O Denkmalschutz                                                     | Der Gärtnerbrunnen ist ein spätklassizistische Pumpenbrunnen aus der zweiten Hälfte des 19. Jahrhunderts aus Sandstein mit zwei symmetrisch angeordnete Becken. Die Brunnenfigur stellt eine Gärtnerin dar. |
| | Hirschbrunnen                                                                                 | Frankfurt-Sachsenhausen    | Vor Große Rittergasse 30 50° 6′ 21″ N, 8° 41′ 31″ O Denkmalschutz                                                                     | Bereits auf Merians Plan von 1628 ist ein mittelalterlicher Ziehbrunnen, der Tiergartenbrunnen, dargestellt. Der heutige Brunnen stammt aus dem Jahr 1796 in dem er vom Zieh- zum Pumpenbrunnen umgebaut wurde. Das im traditionellen Rokokostil geschmiedete Pumpengestängewurde 1890 durch einen unbekannten Kunstschmied geschaffen. 1962 renovierte Georg Krämer den Hirschbrunnen. Der Hirsch auf der Deckplatte verweist auf den früher dort gelegenen Tiergarten und/oder an die sagenhafte Hirschkuh, die Karl dem Großen auf der Flucht vor den Sachsen den rettenden Weg durch die Mainfurt wies. |
| | Hühner- oder Kubenbrunnen                                                                     | Frankfurt-Sachsenhausen    | Johanna-Melberg-Weg / Hühnerweg 50° 6′ 0″ N, 8° 41′ 48″ O                                                                             | Der Hühner- oder Kubenbrunnen wurde 1967 durch den Gartenarchitekten Herbert Heise aus Michelnauer Basaltlavatuffsteinkuben geschaffen. Auftraggeber war die gemeinnützige Gesellschaft für Wohnheime und Arbeiterwohnungen Frankfurt am Main |
| | Hl. Georg Brunnen                                                                             | Frankfurt-Sachsenhausen    | Ecke Große Rittergasse und Frankensteiner Straße 50° 6′ 22″ N, 8° 41′ 27″ O                                                           | Im 15. Jahrhundert wurde am Standort ein Ritterborn erwähnt, der 1788 durch den Ritterbrunnen ersetzt. Durch Steinmetz Rainer Knußmann wurde nach alten Fotos der historische Ritterbrunnen mit der Figur eines Ritters, des hl. Georgs, der einen Drachen ersticht neu geschaffen werden. |
| | Klappergaß-Brunnen                                                                            | Frankfurt-Sachsenhausen    | Klappergaß 50° 6′ 20″ N, 8° 41′ 26″ O Denkmalschutz                                                                                   | Der 1798 geschaffene frühere Hintergaßbrunnen wurde nach Renovierung 1966 unter dem Namen Klappergaßbrunnen an der Nordseite der Klappergasse aufgestellt. |
| | Königsbrünnchen                                                                               | Frankfurt-Sachsenhausen    | Stadtwald, Oberschweinstiege 50° 4′ 30″ N, 8° 40′ 42″ O                                                                               | Das Königsbrünnchen wurde erstmals urkundlich als Konigsborn erwähnt. Es handelt sich um eine gefasste Quelle, deren Namen die Sage auf Kaiser Ludwig III. zurück, der an dieser Quelle gerastet und dort Vision gehabt haben soll. Die Quelle führt Wasser, dem eine heilende Wirkung nachgesagt wird. |
| | Brunnen am Liebieghaus                                                                        | Frankfurt-Sachsenhausen    | Rückseite des Liebieghauses (Steinlestraße) 50° 6′ 6″ N, 8° 40′ 20″ O                                                                 | An der rückseitigen Wand des Liebieghauses findet sich ein Brunnen. Ein überlebensgroßer Löwe speit Wasser in eine ovale Brunnenschale. |
| | Museum der Weltkulturen                                                                       | Frankfurt-Sachsenhausen    | Links neben dem Museum für Weltkulturen 50° 6′ 20″ N, 8° 40′ 48″ O                                                                    | |
| | Museum der Weltkulturen                                                                       | Frankfurt-Sachsenhausen    | Zwischen Schaumainkai 29 und Metzlerstraße 50° 6′ 19″ N, 8° 40′ 46″ O                                                                 | Muschelförmige Pferdetränke |
| | Mühlbergbrunnen I                                                                             | Frankfurt-Sachsenhausen    | Offenbacher Landstraße 50° 6′ 5″ N, 8° 41′ 37″ O Denkmalschutz                                                                        | Beim Bau der Mauern am Mühlberg wurden in die Mauer zwei große Brunnenbecken eingebaut. |
| | Mühlbergbrunnen II                                                                            | Frankfurt-Sachsenhausen    | Offenbacher Landstraße 50° 6′ 6″ N, 8° 41′ 42″ O Denkmalschutz                                                                        | Beim Bau der Mauern am Mühlberg wurden in die Mauer zwei große Brunnenbecken eingebaut. |
| | Paradiesbrunnen                                                                               | Frankfurt-Sachsenhausen    | Paradiesplatz 50° 6′ 21″ N, 8° 41′ 23″ O Denkmalschutz                                                                                | Der denkmalgeschützte Paradiesbrunnen aus dem Jahr 1786 mit den Figuren von Adam und Eva mit Apfelbaum als Bekrönung wurde 1956 renoviert und von seinem bisherigen Standort an der Einmündung der Paradiesgasse in die Große Rittergasse auf den heutigen Standort versetzt. |
| | Quirinsbrunnen (früher auch Bettel-Brunnen)                                                   | Frankfurt-Sachsenhausen    | Offenbacher Landstraße gegenüber der Hausnummer 13 50° 6′ 3″ N, 8° 41′ 33″ O Denkmalschutz                                            | Brunnen aus dem Jahr 1790 an der ehemaligen Stadtmauer, der Quirinspforte |
| | Riedhofbrunnen                                                                                | Frankfurt-Sachsenhausen    | Neben der Mörfelder Landstraße 212 50° 5′ 29″ N, 8° 40′ 23″ O Denkmalschutz                                                           | Der „Riedhof-Brunnen“ aus dem Jahr 1815, ein klassizistischer Brunnenstock, vor dem ein langer Trog steht, diente als Viehtränke. Er wurde im Zweiten Weltkrieg zerstört und im August 1974 zum 484. Brunnenfest in Sachsenhausen neu gestaltet. |
| | Ritterbrunnen                                                                                 | Frankfurt-Sachsenhausen    | ehemaliger Frankensteiner Hof 50° 6′ 23″ N, 8° 41′ 21″ O                                                                              | 1964 wurde der von Georg Krämer geschaffene Ritterbrunnen in der Hintergasse an der Weinstube „Schwarzer Ritter“ aufgestellt und 2008 auf seinen heutigen Standort versetzt. Der Brunnen besteht aus einer runden Säule mit vier Metallausläufern, die Wasser in ein achtkantiges Wasserbecken speien. Die Säule wird gekrönt durch einen metallenen Ritter mit Lanze auf einem Pferd. |
| | Rotkäppchenbrunnen                                                                            | Frankfurt-Sachsenhausen    | Gegenüber der Lukaskirche auf dem Otto-Hahn-Platz 50° 6′ 5″ N, 8° 40′ 28″ O                                                           | Der Rotkäppchen-Brunnen wurde 1912 von dem Frankfurter Bildhauer Johann Joseph Belz aus Kunststein geschaffen. Im April 1912 wurde er ursprünglich gegenüber der Schillerschule aufgestellt und 1964 etwa 100 Meter südwestlicher auf den heutigen Platz versetzt. Der Brunnen trägt auf einem Sockel zwei plastische Gestalten und ist symmetrisch aufgebaut. |
| | Brunnen in der Sachsenhäuser Warte                                                            | Frankfurt-Sachsenhausen    | im Innenhof der Sachsenhäuser Warte 50° 5′ 18″ N, 8° 41′ 29″ O                                                                        | Im Innenhof der Sachsenhäuser Warte befindet sich ein Ziehbrunnen |
| | Brunnen am Südbahnhof                                                                         | Frankfurt-Sachsenhausen    | Diesterwegplatz 50° 5′ 59″ N, 8° 41′ 8″ O                                                                                             | Rechts vor dem Gebäude des Südbahnhofs befindet sich ein kleiner Brunnen. Aus einer Mauer fließt Wasser über eine schiefe Ebene in das Brunnenbecken. Das Becken ist derzeit bepflanzt, der Brunnen trocken |
| | Main Plaza                                                                                    | Frankfurt-Sachsenhausen    | Walter von Cronberg Platz 50° 6′ 22″ N, 8° 41′ 49″ O                                                                                  | Auf dem Walter von Cronberg-Platz befindet sich ein großer Springbrunnen |
| | Wassersprühanlagen auf den Waldspielplätzen                                                   | Frankfurt-Sachsenhausen    | Frankfurter Stadtwald | Im Frankfurter Stadtwald bestehen 7 Waldspielplätze, die teilweise mit Planschbecken und Wassersprühanlagen ausgestattet sind. Die Sprühbrunnen sind teilweise mit Phantasiefiguren des Bildhauers Hugo Uhl ausgestattet. Das Bild zeigt den Spielplatz Scheerwald. Sprühbrunnen finden sich (in der Reihenfolge des Entstehens) im Schwanheimer Waldspielpark, im Stadtpark Höchst, im Freibad Eschersheim und im Walderholungspark Tannenwald. Nicht alle Anlagen sind mehr erhalten. |
| | Zunftbrunnen                                                                                  | Frankfurt-Sachsenhausen    | Affentorplatz 50° 6′ 16″ N, 8° 41′ 23″ O                                                                                              | Der Zunftbrunnen der Frankfurter Bildhauerin Anneliese Sund-Kern wurde im August 1971 zum 481. Brunnenfest eingeweiht. Auf einem hohen Sockel aus Muschelkalk steht eine 85 Zentimeter hohe Gruppenkonstellation aus Bronze mit acht Handwerkerfiguren. |
| | Faulbrunnen                                                                                   | Frankfurt-Sossenheim       | gegenüber dem Haus „Am Faulbrunnen 5“ am Sulzbach 50° 7′ 7″ N, 8° 33′ 58″ O                                                           | Der Faulbrunnen oder Schermulybrunnen wurde 1926 aus Muschelkalk erbaut. Die Quelle des Faulbrunnens liegt in 60 Metern Tiefe liegt und fördert schwefelhaltiges Wasser mit fauligem Geruch, das als heilwirksam gilt. Der Brunnen gehört zu dem Heilquellengebiet, dass vom Quellenpark Kronthal über die Quellen von Bad Soden am Taunus bis hin nach Sossenheim reicht. |
| Schwanheimer Pumpenbrunnen | Schwanheimer Pumpenbrunnen                                                                    | Frankfurt-Schwanheim       | Heimatmuseum 50° 5′ 12″ N, 8° 34′ 52″ O Denkmalschutz                                                                                 | Ursprünglich zwischen alter Schule und Kirche in der Gasse „am Abtshof“ aufgestellt befindet es sich heute im Hof des Heimatmuseums (alte Schule) |
| | Entenbrunnen                                                                                  | Frankfurt-Sindlingen       | Richard Weidlich Platz 50° 5′ 16″ N, 8° 30′ 41″ O                                                                                     | Der Brunnen wurde vom Höchster Stadtrat und Farbwerksdirektor Dr. Richard Weidlich 1924 gestiftet. Künstlerisch wertvoll sind vor allem die vier Enten (eine vierte Ente wurde gestohlen aber wieder ersetzt) des Bildhauers August Gaul (1869–1921). Gaul hatte bereits 1911 in Berlin-Charlottenburg einen vergleichbaren Entenbrunnen geschaffen |
| | Sindlinger Pumpenbrunnen                                                                      | Frankfurt-Sindlingen       | Vor der katholischen Kirche 50° 4′ 49″ N, 8° 31′ 7″ O Denkmalschutz                                                                   | Einziger verbliebener Brunnen aus der Zeit vor dem Bau des Wassernetzes, wohl gleichzeitig mit der Kirche erbaut. Pumpenbrunnen aus rotem Mainsandstein. 1980 saniert. |
| | Ranzenplatzbrunnen                                                                            | Frankfurt-Sindlingen       | Winkel von Huthmacherstraße und Ranzengasse 50° 4′ 49″ N, 8° 31′ 7″ O Denkmalschutz                                                   | Dieser Brunnen war vor dem Ersten Weltkrieg in Sindlingen abgebaut und in Höchst aufgestellt worden. 1878 wurde er an seinem heutigen Standort wieder aufgebaut |
| | Römerbrunnen                                                                                  | Frankfurt-Schwanheim       | | Römischer Steinbrunnen aus dem 2./3. Jahrhundert. Der Brunnen wurde 1973 entdeckt. |
| | Zehntgassenbrunnen                                                                            | Frankfurt-Schwanheim       | Zehntgasse 50° 5′ 12″ N, 8° 34′ 57″ O                                                                                                 | Der Zehntgassenbrunnen ist ein klassizistischer Pumpenbrunnen aus dem Jahr 1828 |
| | Brunnen neben dem BHF-Bank-Hochhaus                                                           | Frankfurt-Westend          | Oberlindau 2 50° 7′ 0″ N, 8° 40′ 6″ O                                                                                                 | Neben dem BHF-Hochhaus an der Oberlindau ist ein kleiner Brunnen angelegt. |
| | Hochhaus am Park                                                                              | Frankfurt-Westend          | Hinter den Hochhaus am Park 50° 7′ 23″ N, 8° 39′ 59″ O                                                                                | Hinter den Hochhaus am Park befindet sich ein großes rechteckiges Brunnenbecken mit Springbrunnen |
| | Brunnen auf dem Campus Westend, Nymphe am Wasser                                              | Frankfurt-Westend          | Campus Westend zwischen Casion und Hauptgebäude 50° 7′ 34″ N, 8° 40′ 2″ O                                                             | Zentrales Gestaltungselement zwischen dem IG-Farben-Haus und dem Casinogebäude ist eine Parkanlage mit Terrassen und stufig angeordneten Wasserbecken mit der von Fritz Klimsch geschaffenen Nymphenskulptur am Wasser. |
| | Kugelbrunnen                                                                                  | Frankfurt-Westend          | Palmengarten Frankfurt 50° 7′ 17″ N, 8° 39′ 28″ O                                                                                     | Der Kugelbrunnen wurde 1989 von dem Bildhauer Christian Tobin geschaffen. Auf einem 0,57 × 1,40 × 2,40 m großen Basis- oder Quellstein befindet sich eine 1,8 Tonnen schwere Granitkugel, die sich auf einer dünnen Wasserschicht gleitend mit der Hand bewegen lässt. |
| | Merkurbrunnen                                                                                 | Frankfurt-Westend          | Vor dem Haupteingang der Messe am Messekreisel 50° 6′ 49″ N, 8° 39′ 4″ O Denkmalschutz                                                | Der denkmalgeschützte Merkurbrunnen ist ein neoklassizistischer Zierbrunnen aus dem Jahr 1916. Entworfen wurde er von Hugo Lederer als Stiftung des Bankiers A. L. A. Hahn. Der Merkur als Gott des Handels und der Händler weist auf das hinter dem Brunnen gelegene Messegelände hin. |
| | Springbrunnen im Palmengarten                                                                 | Frankfurt-Westend          | Palmengarten Frankfurt 50° 7′ 25″ N, 8° 39′ 23″ O                                                                                     | Im Palmengarten befindet sich ein großer Springbrunnen. |
| | Pusteblumen-Brunnen                                                                           | Frankfurt-Westend          | Campus Westend 50° 7′ 40″ N, 8° 39′ 58″ O                                                                                             | Der Bockenheimer Pusteblumen-Brunnen wurde 1982 auf Anregung des ehemaligen Uni-Präsidenten Kelm einzig durch Universitätsmitarbeiter erschaffen. Für 2008 wurde den Umzug vom jetzigen Standort Campus Bockenheim zum Campus Westend beschlossen. 2011 wurde er nach technischen Problemen demontiert, soll jedoch wieder aufgebaut werden. (Das Bild zeigt den Brunnen am alten Standort) |
| | Brunnen vor dem Gebäude der SEB AG                                                            | Frankfurt-Westend          | Ulmenstraße 30 50° 6′ 58″ N, 8° 39′ 57″ O                                                                                             | Vor dem von der SEB AG genutzten Gebäude Ulmenstraße 30 befindet sich ein kleiner Brunnen. |
| | Brunnen vor der Villa Leonhardi                                                               | Frankfurt-Westend          | Villa Leonhardi 50° 7′ 25″ N, 8° 39′ 12″ O                                                                                            | Vor der Villa Leonhardi an der Zeppelinallee befindet sich ein kleiner Springbrunnen. |
| | Westarkadenbrunnen                                                                            | Frankfurt-Westend          | Vor der Westarkade an der Bockenheimer Landstraße 50° 7′ 12″ N, 8° 39′ 21″ O                                                          | Vor dem von der KfW genutzten Gebäude Westarkade befindet sich ein langgestrecktes Becken mit einer Reihe von kleinen Springbrunnen. |
| | Westendbrunnen                                                                                | Frankfurt-Westend          | Auf den Platz vor dem ehemaligen Landhaus an der Bockenheimer Landstraße 50° 7′ 6″ N, 8° 39′ 46″ O Denkmalschutz                      | Denkmalgeschützter klassizistischer Pumpbrunnen auf dem ehemaligen Malapert’schen Grundstück. Der Brunnen besteht aus einer hohen dorischen Säule mit einer Konsole auf der eine schlichte Vase steht. Nachdem das Haus Malapert abgerissen wurde, konnte der Brunnen 1958 erhalten werden. 1978 wurde er durch eine Sandstein-Kopie ersetzt. |
| | Brunnen an der Westend-Synagoge                                                               | Frankfurt-Westend          | Freiherr vom Stein-Straße 30 50° 7′ 16″ N, 8° 39′ 51″ O                                                                               | Vor der 1910 eröffneten Synagoge befindet sich der Rundbrunnen des Bildhauers Franz Roeckle |
| | Froschbrunnen (Zeilsheim)                                                                     | Frankfurt-Zeilsheim        | Welschgrabenstraße 50° 5′ 42″ N, 8° 29′ 27″ O                                                                                         | 1984 wurde der Froschbrunnen eingeweiht. 1992 wurde jedoch der namensgebende Frosch gestohlen, so dass mit Bürgerspenden ein neuer Frosch in Auftrag gegeben wurde. Der Frosch aus rotem Sandstein hat die Maße 60 mal 45 cm und sitzt auf einem 50 cm hohen Sockel. Trinkwasser speit er nur während des Brunnenfestets in das runde Muschelbecken. |
| | Brunnen vor der Rödelheimer Landstrasse 44                                                    | Frankfurt-Bockenheim       | Rödelheimer Landstraße 44 50° 7′ 20″ N, 8° 37′ 47″ O                                                                                  | In den achtziger Jahren wurde bei der Neubebauung des früheren Tankstellengrundstücks in der Rödelheimer Landstraße vor dem Neubau ein Zierbrunnen errichtet. Als das im Erdgeschoß ansässige Küchenstudio 2009 aus- und ein Kindergarten einzog, wurde ein Geländer angelegt und der Brunnen außer Betrieb genommen. |

## Weitere Brunnen
- Brunnen in der Martin-Henrich-Anlage
- Froschkönigbrunnen
- Tiergartenbrunnen

## Ehemalige Brunnen
| Bild | Name                                                                 | Ortsteil                   | Lage | Anmerkung |
| ---- | -------------------------------------------------------------------- | -------------------------- | --- | --- |
|      | Alandbrunnen                                                         | Frankfurt-Altstadt         | früheres Einhorngässchen (Pfarrgäschen, das parallel zur Fahrgasse verlief) südlich des Dominikanerklosters 50° 6′ 41″ N, 8° 41′ 14″ O | Die „Rote Badstube“, ein führendes Badehaus in Frankfurt, verfügte über einen Brunnen, der sowohl das Badehaus mit Wasser versorgte, als auch erlaubte, von außen Wasser zu holen. Dieser Rodinborn veränderte im Laufe der Jahrhunderte den Namen auf Olenborn, Olensbrfunnen, Alensbrunnen und schließlich Alandsbrunnen. Spätestens 1628 war der Brunnen vom Haus weg auf den Platz versetzt worden und als Ziehbrunnen ausgelegt. 1770 wurde er zu einem Pumpenbrunnen umgebaut. Auf der Sandsteinsäule stand ein Mädchen mit einem Korb von Olandsbirnen. 1944 wurde er im Krieg zerstört |
|      | Fischerbrunnen oder Neptunbrunnen                                    | Frankfurt-Altstadt         | ehemalige Fischergasse 50° 6′ 35″ N, 8° 41′ 11″ O                                                                                      | Auf einem kleinen Platz auf der Fischergasse wurde 1448 erstmals der Fischerbrunnen urkundlich benannt. 1782 wurde der Ziehbrunnen für 600 Gulden durch einen klassizistischen Pumpenbrunnen des Steinmetzens Thomas Scheidel ersetzt. Auf der Brunnensäule befand sich eine Statue Neptuns, woher der Brunnen seinen Namen erhielt. 1889 letztmals renoviert wurde der Brunnen im Zweiten Weltkrieg zerstört. |
|      | Kartäuserbrunnen                                                     | Frankfurt-Altstadt         | Ehemaliger Kartäuserhof zwischen Predigergasse, Dominikanergasse und Fahrgasse 50° 6′ 41″ N, 8° 41′ 14″ O                              | Ein Renaissance-Ziehbrunnen aus rotem Mainsandstein gemauert, mit einem ungewöhnlichen glockenförmigen Dach. Der Brunnen wurde im Zweiten Weltkrieg zerstört. |
|      | Knäbleinsbrunnen                                                     | Frankfurt-Altstadt         | In der Nähe der ehemaligen Frauenpforte 50° 6′ 35″ N, 8° 40′ 48″ O                                                                     | Nahe der Stadtmauer stand der 1398 erstmals urkundlich erwähnte Knäbleinsbrunnen, der 1792 zum Pumpenbrunnen umgebaut und Ende des 19. Jahrhunderts abgerissen wurde. |
|      | Königsbrunnen                                                        | Frankfurt-Altstadt         | Koordinaten fehlen! Hilf mit. | Der Königsbrunnen war ein Brunnen in der Allerheiligenstraße und wurde 1888 abgerissen. Die ihn krönende Statue (möglicherweise Franz I.) von Dazerath wurde auf den Schöppebrunnen gestellt. |
|      | Lämmchenbrunnen                                                      | Frankfurt-Altstadt         | Hinter dem Lämmchen zwischen Markt und Hühnermarkt 50° 6′ 39″ N, 8° 41′ 1″ O                                                           | Nach dem Messehof Goldenes Lämmchen wurde der 1478 erstmals urkundlich genannte Brunnen bezeichnet. 1755 erfolgte der Umbau zum Pumpenbrunnen. Auf der Sandsteinsäule befand sich ein vergoldetes Lamm. Um 1800 wurde er an die Hauswand des Hauses „Zum alten Burggraf“ als Dekoelement versetzt und im Zweiten Weltkrieg zerstört. |
|      | Leonhardsbrunnen                                                     | Frankfurt-Altstadt         | heutige Buchgasse 50° 6′ 32″ N, 8° 40′ 47″ O                                                                                           | Spätestens im 14. Jahrhundert wurde am Leonhardstor gegenüber dem Kirchhof angelegt. Auf Merians Plan von 1624 ist er als Ziehbrunnen eingezeichnet. Ende des 18. Jahrhunderts wird er zum klassizistischen Pumpenbrunnen. Um 1818 wurde das Leonhardstor und der Brunnen abgerissen. Das Bild ist ein Ausschnitt einer kolorierten Zeichnung von Friedrich Wilhelm Delkeskamp vor 1835. |
|      | Rotkreuzbrunnen                                                      | Frankfurt-Altstadt         | Rotkreuzgasse 50° 6′ 42″ N, 8° 40′ 42″ O                                                                                               | An der ehemaligen Dietrichsgasse lag der Dietrichsborn, der 1411 erstmals urkundlich erwähnt wurde. Mit der Umbenennung der Straße in Rotkreuzgasse wurde aus dem Brunnen 1596 der Rotkreuzbrunnen. 1760 wurde der Ziehbrunnen um eine Pumpe ergänzt und 1807 für 650 Gulden durch einen klassizistischen Pumpenbrunnen von Bernhard Scheidel ersetzt. Er wurde von einem stilisierten Steinhaufen gekrönt, den ein Kreuz abschloss. 1887 letztmals saniert, büßte er 1920 seine Funktion ein und wurde im Zweiten Weltkrieg zerstört. |
|      | Eselborn                                                             | Frankfurt-Bergen-Enkheim   | Bergen 50° 10′ 19″ N, 8° 46′ 18″ O | Der Eselsborn wurde 1340 erstmals erwähnt und ist damit einer der ältesten bekannten Brunnen des Ortes. Mit dem Bau der Wasserleitungen in Bergen 1897 verlor er seine Funktion. Er besteht heute nicht mehr. |
|      | Hessenborn                                                           | Frankfurt-Bergen-Enkheim   | Bergen 50° 9′ 9″ N, 8° 45′ 0″ O | Der Hessenborn unterhalb des Heinrich Bingemer Weges wurde 1827 als Steinerner Brunnen mit hölzernen Rohren beschrieben. Er besteht heute nicht mehr. |
|      | Jakobsbrunnen/Kriegerdenkmal                                         | Frankfurt-Bergen-Enkheim   | Kreuzung Landgraben/Marktstraße 50° 9′ 18″ N, 8° 44′ 59″ O                                                                             | Der Jakobsbrunnen war ursprünglich eine Holzsäule mit beiderseitigem Eisenrohr und Holztrögen. 1930 wurde er abgebaut und an seiner Stelle das Gefallenendenkmal errichtet. Das Gefallenendenkmal wurde am 1. März 1930 eingeweiht und ist dem Brunnen nachempfunden. |
|      | Pfingstborn                                                          | Frankfurt-Bergen-Enkheim   | Fritz Schubert Ring 46a 50° 9′ 18″ N, 8° 45′ 34″ O                                                                                     | Der Pfingstborn war ein Brunnen, der Anfang des 18. Jahrhunderts erbaut wurde. Die Quellstube war aus Kalkstein gemauert und war 1,80 Meter hoch, 3,30 Meter breit und 1,80 Meter lang. Er besteht nicht mehr. |
|      | Pfortenborn                                                          | Frankfurt-Bergen-Enkheim   | Bergen 50° 9′ 19″ N, 8° 45′ 13″ O | Der Pfortenborn an der ehemaligen Unterpforte war ein sehr ergiebiger Brunnen, der 1827 einen steinernen und drei hölzerne Tröge und zwei eiserne Rohre umfasste. Er besteht heute nicht mehr, eine Nachbildung wurde jedoch erbaut. |
|      | Schalksborn                                                          | Frankfurt-Bergen-Enkheim   | Bergen 50° 10′ 1″ N, 8° 45′ 3″ O | Der Schalksborn gehört wie der Eselsborn zu den ältesten bekannten Brunnen des Ortes. Mit dem Bau der Wasserleitungen in Bergen 1897 verlor er seine Funktion. Er besteht heute nicht mehr. |
|      | Schnappborn                                                          | Frankfurt-Bergen-Enkheim   | Bergen 50° 9′ 27″ N, 8° 45′ 7″ O | Der Schnappborn in der ehemaligen Schnappborngasse (heute: Schelmenweg) wurde 1827 als aus Backsteinen gemauerter Brunnen mit hölzerner Brunnensäule beschrieben. Er besteht heute nicht mehr. |
|      | Steinborn                                                            | Frankfurt-Bergen-Enkheim   | Marktstraße 50° 9′ 18″ N, 8° 45′ 10″ O                                                                                                 | Der Steinborn wurde 1343 angelegt. Es handelte sich um einen Ziehbrunnen, der bereits vor dem Ersten Weltkrieg zerstört wurde. |
|      | Kondelsborn                                                          | Frankfurt-Bockenheim       | Koordinaten fehlen! Hilf mit. | Der Kondelsborn war ein Ziehbrunnen, der 1777 zum klassizistischen Pumpenbrunnen umgebaut wurde. Ende des 19. Jahrhunderts wurde er nach dem Bau des Wasserleitungsnetzes abgebaut. |
|      | Schnellbrunnen                                                       | Frankfurt-Bockenheim       | Schloßstraße 16 50° 7′ 23″ N, 8° 38′ 13″ O                                                                                             | Der Schnellbrunnen war ein Ziehbrunnen, der 1778 zum klassizistischen Pumpenbrunnen umgebaut wurde. Ende des 19. Jahrhunderts wurde er nach dem Bau des Wasserleitungsnetzes abgebaut. |
|      | Stockborn                                                            | Frankfurt-Bockenheim       | Fritzlarer Straße 8 50° 7′ 33″ N, 8° 38′ 10″ O                                                                                         | Der Stockborn war ein Ziehbrunnen, der 1764 zum klassizistischen Pumpenbrunnen umgebaut wurde. Ende des 19. Jahrhunderts wurde er nach dem Bau des Wasserleitungsnetzes abgebaut. |
|      | Neuer Arnsburger Brunnen                                             | Frankfurt-Bornheim         | Berger Straße 50° 7′ 32″ N, 8° 42′ 25″ O                                                                                               | 1980 wurde für 90.000 DM der Neue Arnsburger Brunnen gegenüber dem Uhrtürmchen aufgestellt. Die Münchener Bildhauer Andreas Sobeck und Manfred Mayerle hatten eine „aus dem Boden herausbrechende Wolfsangel“ geschaffen. Der Volksmund sprach vom „Blechkasten“, „Nassen Sarg“ oder „Müllkübel“. Eine Bürgerinitiative gegen den Brunnen bildete sich und der Brunnen wurde auf Antrag des Ortsbeirats entfernt. 1983 wurde an seiner Stelle der Reichsdorf-Bornheim-Brunnen errichtet (siehe dort) |
|      | Pelikan-Brunnen                                                      | Frankfurt-Frankfurter Berg | Albert-Schweitzer-Schule, Berkersheimer Weg 26 50° 10′ 2″ N, 8° 40′ 32″ O                                                              | Der Pelikan-Brunnen war ein Trinkbrunnen an der Albert-Schweitzer-Schule, der von der Frankfurter Bildhauerin Cläre Bechtel gestaltet wurde. Schweitzer schrieb 1950 ein Buch Ein Pelikan erzählt aus seinem Leben. An der Schule besteht das „Pelikan-Haus“ |
|      | Froschbrunnen (Flughafen)                                            | Frankfurt-Flughafen        | Flughafen | 1952 schuf der Frankfurter Bildhauer Georg Krämer den Froschbrunnen auf dem damaligen Kinderspielplatz. Mit den Um- und Ausbauten des Flughafens wurde der Brunnen demontiert. |
|      | Nordwestzentrum-Brunnen                                              | Frankfurt-Heddernheim      | NWZ vor dem Bürgerhaus 50° 9′ 29″ N, 8° 37′ 57″ O                                                                                      | Der Brunnen vor dem Bürgerhaus im NWZ wurde 1968 von Hermann Goepfert geschaffen. Er bestand aus der Klima-Stele inmitten von Springbrunnen mit wechselnder Höhe. Im Rahmen des Umbaus des NWZ wurde der Brunnen abgebaut und die Klima-Stele 1987 eingelagert. |
|      | Ackerbrunnen                                                         | Frankfurt-Innenstadt       | vor dem heutigen Eldorado-Kino 50° 7′ 1″ N, 8° 41′ 7″ O                                                                                | Der Ackerbrunnen wurde als Ackermannsborn 1460 erstmals urkundlich erwähnt. 1636 wird er erstmals als Ackerbrunnen erwähnt. Um 1830 war es eine klassizistische Sandsteinsäule mit Schlegel vor der alten Peterskirche. Um 1860 entfernt. |
|      | Adlerbrunnen                                                         | Frankfurt-Innenstadt       | Heumarkt (heute Hauptwache, Ausgang der Schillerstraße) 50° 6′ 51″ N, 8° 40′ 42″ O                                                     | Mit dem Bau der Hauptwache 1730 wurde östlich dieser am Rand des Paradeplatzes und Beginn der Zeil ein Pumpenbrunnen errichtet. Dieser bestand aus einer kannelierten Steinsäule, gekrönt von einem Adler. 1859 wurde der Brunnen versetzt. Er ging im Zweiten Weltkrieg unter. |
|      | Konstablerwachebrunnen                                               | Frankfurt-Innenstadt       | Konstablerwache 50° 6′ 53″ N, 8° 41′ 15″ O                                                                                             | Vor der Konstablerwache befand sich seit dem Mittelalter ein Ziehbrunnen. 1822 wurde der Brunnen abgerissen, um Platz für die Verbreiterung der Straße zu machen. |
|      | Schützenbrunnen                                                      | Frankfurt-Innenstadt       | vor dem Zoo auf dem heutigen Alfred-Brehm-Platz 50° 6′ 57″ N, 8° 41′ 54″ O                                                             | Der Schützenbrunnen vor dem Zoo, wurde am 24. August 1894 zur Erinnerung an das 1862 und 1887 in Frankfurt durchgeführte Bundesschießen eingeweiht. Es handelte sich um eine prachtvolle Statue des Frankfurter Bildhauers Rudolf Eckhardt in einem großen Brunnenbecken. 1940 wurde er im Rahmen der „Metallspende des deutschen Volkes“ demontiert und eingeschmolzen. Auf dem Alfred-Brehm-Platz steht heute ein Springbrunnen. |
|      | Grindbrunnen im Nizza                                                | Frankfurt-Innenstadt       | Untermainkai 50° 6′ 24″ N, 8° 40′ 26″ O                                                                                                | Der Grindbrunnen wurde beim Bau des Westhafens ins Nizza verlegt. 1963 wurde der Brunnen wegen Grundwasserverunreinigungen geschlossen. |
|      | Brunnen vor dem BfG-Hochhaus                                         | Frankfurt-Innenstadt       | Willy-Brandt-Platz 50° 6′ 33″ N, 8° 40′ 24″ O                                                                                          | Im Rahmen des Baus des BfG-Hochhauses wurde eine große Brunnenanlage mit mehreren Fontänen und Sprudeln vor dem Turm am damaligen Theaterplatz in den Wallanlagen erbaut. |
|      | Nikolausbrunnen                                                      | Frankfurt-Innenstadt       | Vor der Alten Nikolaikirche 50° 6′ 35″ N, 8° 40′ 56″ O                                                                                 | Der neue Nikolausbrunnen war ein Pumpenbrunnen, der frei vor der Kirche stand, der am 1. November 1774 eingeweiht und vor 1864 abgerissen wurde. |
|      | Pomodoro-Brunnen                                                     | Frankfurt-Innenstadt       | Goetheplatz 50° 6′ 50″ N, 8° 40′ 37″ O                                                                                                 | 1983 wurde der Brunnen von Giò Pomodoro, ein als Sonnenuhr wirkender 7 Meter hoher Obelisk, aufgestellt. 2004 wurde der Brunnen abgebaut. |
|      | Weißer-Lilien-Brunnen                                                | Frankfurt-Innenstadt       | Comoedienplatz 50° 6′ 51″ N, 8° 40′ 36″ O Denkmalschutz                                                                                | 1390 wird erstmals ein Ziehbrunnen auf dem heutigen Rathenauplatz erwähnt. Es handelte sich zum Schluss um einen freistehenden überdachten Ziehbrunnen am Eingang zur Freßgass, der nach dem benachbarten Haus „Zur weißen Lilie“ benannt war. 1794 schuf der Bildhauer Johann David Voelcker einen klassizistischen Pumpenbrunnen. Die Kosten von mehr als 942 Gulden zeigen den Aufwand, der getrieben wurde: Der mehr als 8 Meter hohe Brunnen bestand aus einem Brunnenbecken mit vier Säulen. Diese Säulen wurden durch einen Obelisken mit Vase und goldener Lilie gekrönt. 1831 wurde der Brunnen abgerissen und seine Teile verkauft. Der Obelisk blieb erhalten und steht seit November 2017 auf dem Friedrich-Stoltze-Platz hinter der Katharinenkirche. |
|      | Brunnen vor der Feuerwache Nied                                      | Frankfurt-Nied             | Dürkheimer Straße 50° 5′ 49″ N, 8° 34′ 14″ O                                                                                           | 1969 wurde der Keramikbrunnen vor der Feuerwache durch den Frankfurter Bildhauer Rolf Kissel geschaffen. Derzeit ist die Feuerwache im umfassenden Neubau. Der Brunnen besteht nicht mehr. |
|      | Delphinbrunnen, auch Bethmanparkbrunnen                              | Frankfurt-Nordend          | Bethmannpark 50° 8′ 28″ N, 8° 43′ 15″ O                                                                                                | Im Dezember 1966 wurde im Bethmanpark der Brunnen von Adolf Jäger aufgestellt. Zwei sich kreuzende Fische aus Bronze spien Wasser von einer Säule aus rotem Mainsandstein in ein rundes Wasserbecken. Der Brunnen besteht nicht mehr. |
|      | Löhergaß-Brunnen                                                     | Frankfurt-Sachsenhausen    | Löherstraße, Kreuzung zum früheren Schweickardtsgässchen 50° 6′ 25″ N, 8° 41′ 14″ O                                                    | Seit dem 14. Jahrhundert bestand in der Löherstraße (früher Sitz der Lohgerber) ein Ziehbrunnen, der Stöckerbrunnen. Dieser wurde 1801 für 600 Gulden in einen klassizistischen Pumpbrunnen umgebaut. Bildhauer war Joh. Leonh. Aufmuth. Mit dem Bau der Wasserleitungen wurden Becken und Pumpgestänge demontiert. Die Brunnensäule fiel dem Zweiten Weltkrieg zum Opfer. |
|      | Atzelbergbrunnen                                                     | Frankfurt-Seckbach         | Atzelbergplatz 50° 8′ 28″ N, 8° 43′ 15″ O                                                                                              | Am Atzelbergplatz bestand eine Brunnenanlage aus Quellfontänen. Der Brunnen wurde in den 1980er Jahren zugeschüttet. Oktober 2012 soll auf dem Atzelbergplatz eine neue Brunnenanlage entstehen. |
|      | Bacchusbrunnen                                                       | Frankfurt-Westend          | Zwischen Bockenheimer Landstraße 42–64 50° 7′ 6″ N, 8° 39′ 47″ O                                                                       | 1909 wurde der Baccusbrunnen des Münchener Bildhauers Fr. Wirsing auf einem im Rahmen des Ausbaus des Westendes entstandenen Platz aufgestellt. Die Finanzierung erfolgte hauptsächlich durch Beiträge vermögender Bürger. Er bestand aus einem ovalen Becken. Dahinter bestand eine Mauer aus Kalkstein. In der Mitte der Mauer befand sich die Figur des jungen Bacchus, der mit einem Panther spielt. Sechs Düsen bewässerten die Anlage. Der Brunnen wurde im Zweiten Weltkrieg zerstört. |
|      | Springbrunnen im Palmengarten vor dem Gesellschaftshaus              | Frankfurt-Westend          | Palmengarten Frankfurt 50° 7′ 16″ N, 8° 39′ 25″ O                                                                                      | Vor dem Gesellschaftshaus des Palmengartens befand sich ein großer Springbrunnen. |
|      | Brunnen vor dem Senckenbergmuseum                                    | Frankfurt-Bockenheim       | Senckenbergmuseum 50° 7′ 3″ N, 8° 39′ 9″ O                                                                                             | 1972/73 wurde vor dem Eingang des Museums ein kleines Brunnenbecken, eingefasst durch blaue Basaltsteine errichtet. Der Brunnen besteht nicht mehr. |
|      | Brunnen auf dem Campus Bockenheim                                    | Frankfurt-Bockenheim       | Campus Bockenheim 50° 7′ 9″ N, 8° 39′ 7″ O                                                                                             | Ob es um die gleiche Brunnenblüte wie auf dem BUGA Gelände handelt, ist unklar |
|      | Brunnen auf dem BUGA-Gelände etwa 100 m von der Nidda weg            | Frankfurt-Praunheim        | Bundesgartenschau 1989 50° 8′ 52″ N, 8° 37′ 57″ O                                                                                      | wurde anlässlich der Buga 1989 aufgebaut |
|      | Brunnen innerhalb der Alten Burg an der Graebestraße / Alt-Praunheim | Frankfurt-Praunheim        | Alte Burg (Frankfurt-Praunheim) 50° 9′ 1″ N, 8° 37′ 20″ O                                                                              | spätestens 1945 abgebaut |

## Liste der Brunnen im Jahr 1821
Carl Ludwig Franck führt in seinem topographischen Überblick der Stadt Frankfurt am Main 1821 folgende Brunnen auf (Frankfurt war damals in 14 Quartiere eingeteilt):
| Erstes Quartier                                                                     | Erstes Quartier                                                                                          |
| ----------------------------------------------------------------------------------- | --- |
| Wandbrunnen an der rothen Badstube                                                  | Brunnen am König von England (vor 1743: Brunnen am Krachbein), gesetzt 1452 (50° 6′ 50″ N, 8° 41′ 11″ O) |
| Brunnen am Dominikaner-Kloster                                                      | Brunnen auf dem goldenen Löwenplätzchen                                                                  |
| Brunnen an der Brückhofstraße                                                       | Brunnen an der Mainstraße, oder auf dem Wollgraben, auch neuer Brunnen genannt                           |
| Brunnen am israelitischen Schlachthaus                                              | Brunnen am Schulhof in der Judengasse                                                                    |
| Hochzeits-Brunnen in der Judengasse                                                 | Klaus-Brunnen in der Judengasse                                                                          |
| Zweites Quartier                                                                    | |
| Felder-Brunnen in der Stelzengasse                                                  | Küh-Brunnen in der Kühgasse                                                                              |
| Römischer Königs-Brunnen                                                            | Ritterbrunnen im Rittergässchen                                                                          |
| Unter-Brunnen auf der Breitegasse                                                   | Mittel-Brunnen auf der Breitegasse                                                                       |
| Ober-Brunnen auf der Breitegasse, auch Kettenbrunnen genannt                        | Halm- oder auch Daubecker-Brunnen auf der Allerheiligengasse                                             |
| Holler-Brunnen auf der Allerheiligengasse                                           | Lindenborn-Brunnen in der Heiligkreuzgasse                                                               |
| Neu-Brunnen am Allerheiligenthor                                                    | |
| Drittes Quartier                                                                    | |
| Biber-Brunnen auf der Friedbergergasse                                              | Mittel-Brunnen auf der Friedbergergasse                                                                  |
| Barbier-Brunnen auf der Vilbelergasse                                               | Acker-Brunnen auf der Altegasse                                                                          |
| Oberlämmer-Brunnen auf der Schäfergasse                                             | Unterlämmer-Brunnen auf der Schäfergasse                                                                 |
| Viertes Quartier                                                                    | |
| Rothe-Haus-Brunnen auf der Zeil                                                     | Rosen-Brunnen auf der Zeil                                                                               |
| Glocken-Brunnen auf der Großen Eschenheimergasse                                    | Oberjunker-Brunnen auf der Großen Eschenheimergasse                                                      |
| Felsen-Brunnen auf der Kleinen Eschenheimergasse                                    | Greisen-Brunnen auf der Kleinen Eschenheimergasse                                                        |
| Fünftes Quartier                                                                    | |
| St. Gallus-Brunnen auf der Großen Gallusgasse                                       | Schlesinger-Brunnen auf der Schlesingergasse                                                             |
| Weiße-Lilien-Brunnen am Komödienplatz                                               | Kaiser-Brunnen in der Großen Bockenheimergasse                                                           |
| Ludwigs-Brunnen in der Brunnengasse (später Kettenstraße)                           | Biber-Brunnen in der Bibergasse                                                                          |
| Hauptwache-Brunnen                                                                  | Bau-Amts-Brunnen neben dem Kaffeehause „Zum Roß“                                                         |
| Springbrunnen auf dem Roßmarkt                                                      | Röhr-Brunnen bei der Hauptwache (Adler-Brunnen)                                                          |
| Brunnen auf der Hohen Straße (Hochstraße)                                           | |
| Sechstes Quartier                                                                   | |
| Hirsch-Brunnen an der Katharinenpforte                                              | Elisabethen-Brunnen an der Weißadlergasse                                                                |
| Dietrichs-Brunnen an der Rothkreuzgasse                                             | Schüppen-Brunnen an der Schüppengasse                                                                    |
| Gauls-Brunnen in der goldnen Federgasse                                             | Rosen-Brunnen                                                                                            |
| Siebtes Quartier                                                                    | |
| Bleiden-Haus-Brunnen                                                                | Hafen-Brunnen in der Töngesgasse                                                                         |
| Augsburgerhof-Brunnen                                                               | Graupengaß-Brunnen                                                                                       |
| Springbrunnen auf dem Liebfrauenberg                                                | |
| Achtes Quartier                                                                     | |
| Brunnen im Geißgäßchen                                                              | Brunnen in der Trierischengasse                                                                          |
| Brunnen in der Steingasse                                                           | Unter-Brunnen in der Gelnhäusergasse                                                                     |
| Mittel-Brunnen in der Gelnhäusergasse                                               | Kapuziner-Brunnen in der Töngesgasse                                                                     |
| Lindheimer-Brunnen                                                                  | Zeughaus-Brunnen                                                                                         |
| Neuntes Quartier                                                                    | |
| Mägdeleins-Brunnen in der Mainzergasse                                              | Knäbleins-Brunnen in der Mainzergasse                                                                    |
| Schüppenbrunnen an der goldenen Birne                                               | Nikolai-Brunnen                                                                                          |
| Weißfrauen-Brunnen                                                                  | Carmeliter-Brunnen in der Mainzergasse                                                                   |
| Kaiser-Brunnen auf dem Römerberg                                                    | Fleischer-Brunnen in der goldenen Hutgasse                                                               |
| Brunnen am Stöckergäßchen                                                           | Rosen-Brunnen am Clestern-Hof                                                                            |
| Alter Groll-Brunnen am Mainzer Kaffee-Haus                                          | Leonhards-Brunnen                                                                                        |
| Kolben-Brunnen in der Buchgasse                                                     | Springbrunnen auf dem Römerberg (Justizia-Brunnen)                                                       |
| Faulpumpe in der Schüppengasse                                                      | |
| Zehntes Quartier                                                                    | |
| Sand-Brunnen in der Kleinen Sandgasse                                               | Schnabels-Brunnen in der Schnurgasse                                                                     |
| Kugel-Brunnen auf dem Großen Kornmarkt                                              | Brunnen am Barfüßer-Pfätzchen                                                                            |
| Elftes Quartier                                                                     | |
| Land-Brunnen an der Kannengießergasse                                               | Köpplerhof-Brunnen                                                                                       |
| Luprands-Brunnen hinter dem Lämmchen                                                | Frei-Brunnen auf dem Markt                                                                               |
| Neugaß-Brunnen                                                                      | Heinerhof-Brunnen                                                                                        |
| Nürnbergerhof-Brunnen                                                               | Mausgaß-Brunnen                                                                                          |
| Rebstock-Brunnen                                                                    | |
| Zwölftes Quartier                                                                   | |
| Schöppen-Brunnen in der Höllgasse                                                   | Fischer-Brunnen                                                                                          |
| Heilig-Geist-Brunnen                                                                | Stadtwaage-Brunnen                                                                                       |
| Dreizehntes Quartier                                                                | |
| Bäcker-Brunnen in der Elisabethengasse                                              | Hintergaß-Brunnen                                                                                        |
| Artischocken-Brunnen in der Klappergasse                                            | Thiergarten- oder Elisabethenbrunnen                                                                     |
| Hirsch-Brunnen in der Rittergasse                                                   | Ritter-Brunnen in der Ritter-Gasse                                                                       |
| Adam- und Eva, auch Paradies-Brunnen in der Gleeischenhofgasse (Frankensteiner Hof) | |
| Vierzehntes Quartier                                                                | |
| Rinder-Brunnen im deutschen Hause                                                   | Löhergässer-Brunnen                                                                                      |
| Drei-Königs-Brunnen                                                                 | Katzen-Brunnen am Schaumainthor                                                                          |
| Schellen-Brunnen auf dem Brand-Platze                                               | Goldne-Birn-Brunnen in der Drei-Königsgasse                                                              |

## Quellenlage

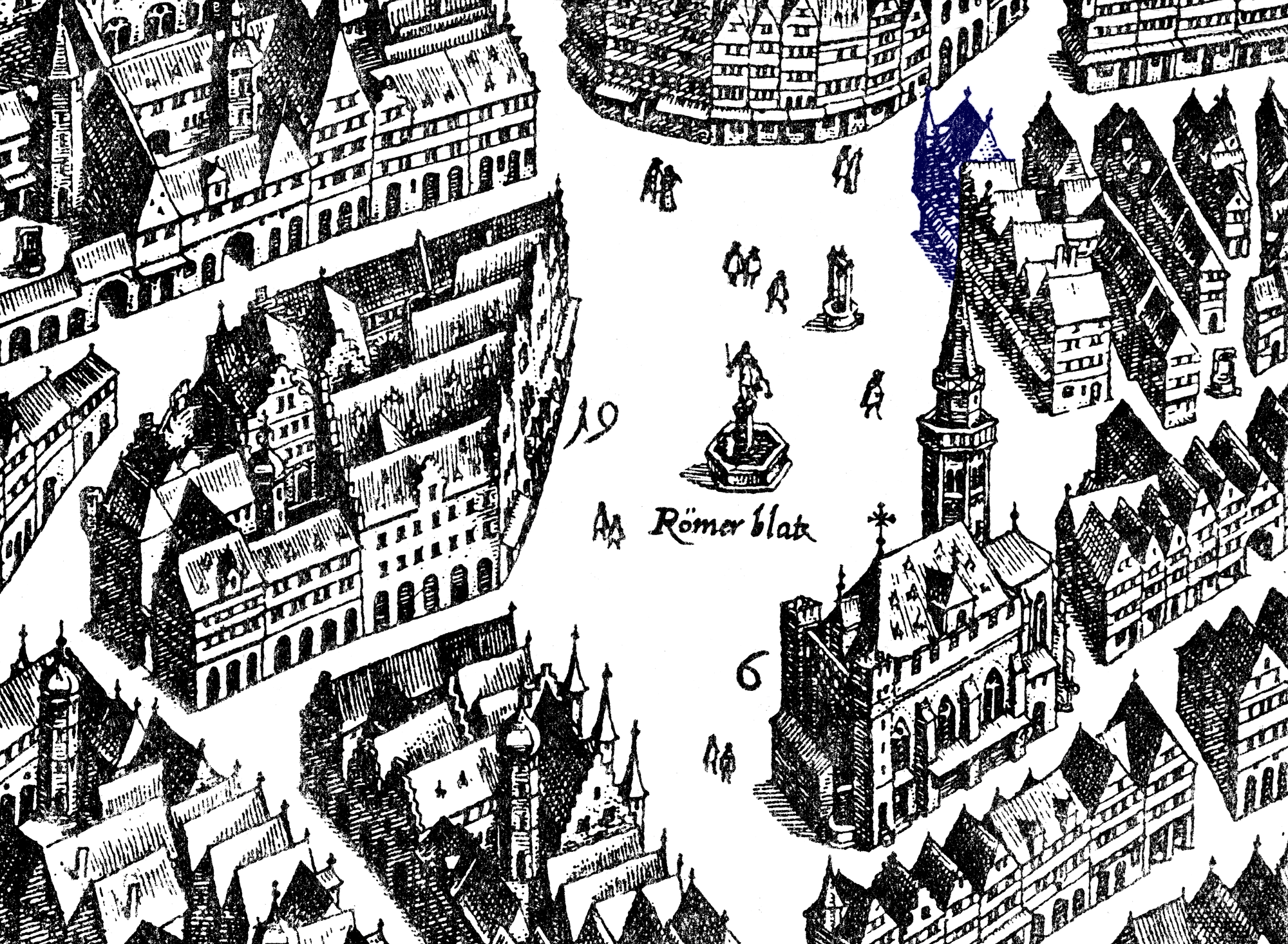
Brunnen auf dem Römerberg auf Matthäus Merians Vogelschauplan von Frankfurt am Main (1628)